# Lijst van rijksmonumenten in Zutphen (plaats)
De plaats Zutphen telt 395 inschrijvingen in het rijksmonumentenregister. Zie hieronder voor een overzicht.
| Object | Oorspronkelijke functie?    | Bouwjaar | Architect                                | Locatie | Coördinaten?                 | Nr.?   | Afbeelding |
| --- | --------------------------- | --- | ---------------------------------------- | --- | ---------------------------- | ------ | --- |
| 't Meyerink | Boerderij                   | 1628 |                                          | Leestenseweg 13 | 52° 7' 21" NB, 6° 14' 26" OL | 38320  | Meer afbeeldingen |
| Het terrein van de vroegere kloosterhof aan de noordzijde van de Broederenkerk, aan de zuidzijde nog omgeven door voor restauratie bestemde resten van de kloostergang                                                            | Gebouw                      | ca. 1300, 1952                                                                                                |                                          | Tuinen (voormalige kloosterhof) | 52° 8' 34" NB, 6° 11' 42" OL | 41130  | Upload foto |
| Pandje van alleen begane-grond met hoog zadeldak, waarin dakkapel met fronton en vleugelstukken. Roedenverdeling en bovenlicht uit de bouwtijd                                                                                    | Woonhuis                    | ca. 1800 |                                          | Barlheze 7 | 52° 8' 30" NB, 6° 11' 35" OL | 41131  | Meer afbeeldingen |
| Huis onder schilddak en met lijstgevel. Hoge pui met gesneden deur | Woonhuis                    | 1805 |                                          | Barlheze 9 | 52° 8' 31" NB, 6° 11' 35" OL | 41132  | Meer afbeeldingen |
| Pand onder een hoog zadeldak met de nummers 21 en 23 tegen puntgevel met vlechtingen. Gevel modern | Woonhuis                    | 1512 |                                          | Barlheze 19 | 52° 8' 31" NB, 6° 11' 35" OL | 41133  | Meer afbeeldingen |
| Pand onder een hoog zadeldak met de nummers 19 en 23. Gevel modern | Woonhuis                    | ca. 1600 |                                          | Barlheze 21 | 52° 8' 31" NB, 6° 11' 35" OL | 41134  | Meer afbeeldingen |
| Pand onder een hoog zadeldak met de nummers 19 en 21 | Woonhuis                    | 1665 |                                          | Barlheze 23 | 52° 8' 31" NB, 6° 11' 35" OL | 41135  | Upload foto |
| Pand onder hoog zadeldak, rechts tegen een puntgevel met rookkanaal. Haakse plattegrond. Gevel gemoderniseerd derde kwart 19e eeuw                                                                                                | Woonhuis                    | 1665 |                                          | Barlheze 25 | 52° 8' 31" NB, 6° 11' 35" OL | 41136  | Meer afbeeldingen |
| Diep pand onder hoog, omlopend schilddak, dat aan de westzijde wordt afgesloten door een puntgevel. Voorgevel verbouwd 19e eeuw. De achtergevel staat op de stadsmuur. Aan de oostzijde twee oude schuren onder mooie schilddaken | Woonhuis                    | 1644 dendrodatering                                                                                           |                                          | Barlheze 27 | 52° 8' 31" NB, 6° 11' 35" OL | 41137  | Meer afbeeldingen |
| Pand met bakstenen topgevel met in- en uitgezwenkte contouren, gemetselde, vierkante pinakels en geprofileerde waterlijsten. Gerestaureerd 1950                                                                                   | Woonhuis                    | ca. 1615 |                                          | Barlheze 53 | 52° 8' 32" NB, 6° 11' 36" OL | 41138  | Meer afbeeldingen |
| Pand met bakstenen topgevel met in en uitgezwenkte contouren, gemetselde, vierkante pinakels en geprofileerde waterlijsten. Gerestaureerd 1953                                                                                    | Woonhuis                    | ca. 1615 |                                          | Barlheze 55 | 52° 8' 33" NB, 6° 11' 36" OL | 41139  | Meer afbeeldingen |
| Pand met gepleisterde lijstgevel met geprofileerde hardstenen plint. Schilddak | Woonhuis                    | |                                          | Berkelkade 19,20,21 | 52° 8' 26" NB, 6° 11' 31" OL | 41140  | Meer afbeeldingen |
| Pand met gepleisterde lijstgevel met geprofileerde hardstenen plint | Woonhuis                    | |                                          | Berkelkade 18 | 52° 8' 26" NB, 6° 11' 30" OL | 41141  | Meer afbeeldingen |
| Pand met lijstgevel | Woonhuis                    | 1850 |                                          | Beukerstraat 15 | 52° 8' 32" NB, 6° 11' 48" OL | 41142  | Meer afbeeldingen |
| Pand met lijstgevel | Woonhuis                    | 1850 |                                          | Beukerstraat 17 | 52° 8' 32" NB, 6° 11' 49" OL | 41143  | Meer afbeeldingen |
| Pand met lijstgevel met gewijzigde lijst en nieuwe beklamping. Deurpartij met pilasters en hoofdgestel. Dakkapel met vleugelstukken en fronton                                                                                    | Woonhuis                    | ca. 1800 |                                          | Beukerstraat 63 | 52° 8' 28" NB, 6° 11' 52" OL | 41144  | Meer afbeeldingen |
| Stedebouwkundig belangrijk pand met hoog zadeldak, tegen puntgevel met ezelsrugafdekkingen | Woonhuis                    | 1391 |                                          | Beukerstraat 65 | 52° 8' 29" NB, 6° 11' 53" OL | 41145  | Meer afbeeldingen |
| Stedebouwkundig belangrijk pand met hoog zadeldak tegen puntgevel met ezelsrugafdekkingen | Woonhuis                    | 1391 |                                          | Beukerstraat 67 en 67A | 52° 8' 29" NB, 6° 11' 53" OL | 41146  | Meer afbeeldingen |
| Pand met gepleisterde lijstgevel met stucversieringen en geprofileerde vensteromlijstingen met afgeronde hoeken | Woonhuis                    | 1888 |                                          | Beukerstraat 69 | 52° 8' 29" NB, 6° 11' 53" OL | 41147  | Pand met gepleisterde lijstgevel met stucversieringen en geprofileerde vensteromlijstingen met afgeronde hoeken                                           |
| Pand met gepleisterde klokgevel met geprofileerde, segmentvormige afdekking | Gebouw                      | 1850 |                                          | Beukerstraat 71 | 52° 8' 28" NB, 6° 11' 54" OL | 41148  | Pand met gepleisterde klokgevel met geprofileerde, segmentvormige afdekking                                                                               |
| Pand onder schilddak met topschoorsteen. Lijstgevel met getoogde vensters met geprofileerde vensterdorpels. Dakvenster met fronton, vleugelstukken en hijsbalk                                                                    | Woonhuis                    | 1800 |                                          | Beukerstraat 73 | 52° 8' 28" NB, 6° 11' 54" OL | 41149  | Meer afbeeldingen |
| Pand met gesausde lijstgevel met rijk gesneden lijst | Gebouw                      | ca. 1800 |                                          | Beukerstraat 75 | 52° 8' 28" NB, 6° 11' 54" OL | 41150  | Meer afbeeldingen |
| Huis onder schilddak en met lijstgevel | Woonhuis                    | 1888 |                                          | Beukerstraat 77 | 52° 8' 28" NB, 6° 11' 55" OL | 41151  | Meer afbeeldingen |
| Pand achter in- en uitgezwenkte gevel met rollagen | Woonhuis                    | Eind 14e eeuw (dendro), tweede helft 17e eeuw                                                                 |                                          | Beukerstraat 81 | 52° 8' 28" NB, 6° 11' 55" OL | 41152  | Meer afbeeldingen |
| Pand achter in- en uitgezwenkte gevel met rollagen | Woonhuis                    | Eind 14e eeuw (dendro), tweede helft 17e eeuw                                                                 |                                          | Beukerstraat 83 | 52° 8' 28" NB, 6° 11' 55" OL | 41153  | Meer afbeeldingen |
| Pand met hoge lijstgevel, gepleisterd, met gewijzigde pui | Woonhuis                    | ca. 1800 |                                          | Beukerstraat 8 | 52° 8' 32" NB, 6° 11' 47" OL | 41154  | Meer afbeeldingen |
| Gepleisterde gevel onder rechte lijst voor pand onder schilddak | Woonhuis                    | eerste helft 19e eeuw                                                                                         |                                          | Beukerstraat 30 | 52° 8' 29" NB, 6° 11' 49" OL | 41155  | Meer afbeeldingen |
| Pakhuis met gepleisterde puntgevel, waarin getoogde inrijpoort en oude kozijnen | Opslag                      | 1565 |                                          | Beukerstraat 32 | 52° 8' 29" NB, 6° 11' 50" OL | 41156  | Meer afbeeldingen |
| Pand onder hoog schilddak en met gepleisterde lijstgevel | Woonhuis                    | 1850 |                                          | Beukerstraat 34 | 52° 8' 29" NB, 6° 11' 50" OL | 41157  | Meer afbeeldingen |
| Pand met hoog dwars schilddak | Woonhuis                    | 1878 |                                          | Beukerstraat 40 | 52° 8' 29" NB, 6° 11' 50" OL | 41158  | Meer afbeeldingen |
| Pand met gotische topgevel, verwant aan die van Zaadmarkt 109 | Gebouw                      | ca. 1550 |                                          | Beukerstraat 44, Vaaltstraat 3 | 52° 8' 28" NB, 6° 11' 52" OL | 41159  | Meer afbeeldingen |
| Pand met witgepleisterde klokgevel met segmentvormige, geprofileerde afdekking | Woonhuis                    | 14e eeuw, gevel 18e eeuw                                                                                      |                                          | Beukerstraat 48 | 52° 8' 28" NB, 6° 11' 53" OL | 41160  | Meer afbeeldingen |
| Pand met gesausde puntgevel met rollaag, oude kozijnen en zolderluik | Gebouw                      | 1909 |                                          | Beukerstraat 50 | 52° 8' 28" NB, 6° 11' 53" OL | 41161  | Meer afbeeldingen |
| Pand waarin deuromlijsting met pilasters en bovenlicht | Woonhuis                    | 16e/19e eeuw                                                                                                  |                                          | Beukerstraat 52 | 52° 8' 28" NB, 6° 11' 53" OL | 41162  | Meer afbeeldingen |
| Deftig patriciershuis met omlopend schilddak en bakstenen lijstgevels | Woonhuis                    | ca. 1800 |                                          | Beukerstraat 56, Schupstoel 7 | 52° 8' 28" NB, 6° 11' 54" OL | 41163  | Meer afbeeldingen |
| Hoekpand met schilddak en afgeronde hoek | Woonhuis                    | 1850 |                                          | Beukerstraat 60 | 52° 8' 27" NB, 6° 11' 56" OL | 41164  | Meer afbeeldingen |
| Pand met lijstgevel | Woonhuis                    | 1629, gevel 1857                                                                                              |                                          | Beukerstraat 62 | 52° 8' 27" NB, 6° 11' 56" OL | 41165  | Meer afbeeldingen |
| Groot hoekpand onder omlopend schilddak, verminkt door etalages | Woonhuis                    | tweede kwart 19e eeuw (etalages)                                                                              |                                          | Beukerstraat 66, 68, 70, 72, Boompjeswal 22, Boompjeswal 23 | 52° 8' 27" NB, 6° 11' 57" OL | 41166  | Meer afbeeldingen |
| Pand met acht vensterassen brede gevel aan de boompjeswal | Woonhuis                    | 1800 |                                          | Boompjeswal 20, 21 | 52° 8' 27" NB, 6° 11' 58" OL | 41167  | Pand met acht vensterassen brede gevel aan de boompjeswal                                                                                                 |
| Pand onder zadeldak met gevel | Woonhuis                    | voor 1906 |                                          | Bornhovestraat 1 | 52° 8' 27" NB, 6° 11' 56" OL | 41168  | Pand onder zadeldak met gevel |
| Huisje onder een zadeldak met het nummer 39 | Woonhuis                    | ca. 1600 |                                          | Bornhovestraat 37 | 52° 8' 23" NB, 6° 11' 56" OL | 41169  | Meer afbeeldingen |
| Huisje onder een dwars zadeldak met het nummer 37 | woonhuis                    | ca. 1600 |                                          | Bornhovestraat 39 | 52° 8' 23" NB, 6° 11' 56" OL | 41170  | Meer afbeeldingen |
| Pand met verdieping en hoog zadeldak, evenwijdig aan de straat, tussen puntgevels met rollagen | Woonhuis                    | ca. 1500 |                                          | Bornhovestraat 41 | 52° 8' 23" NB, 6° 11' 56" OL | 41171  | Meer afbeeldingen |
| Broederenkerk | Kerk en kerkonderdeel       | ca. 1306-1307                                                                                                 |                                          | Broederenkerkhof | 52° 8' 22" NB, 6° 11' 45" OL | 41172  | Meer afbeeldingen |
| Pand met lijstgevel empire-ramen en dakkapel met fronton en hijsbalk | Woonhuis                    | tweede kwart 19e eeuw                                                                                         |                                          | Broederenkerkhof 1 | 52° 8' 32" NB, 6° 11' 43" OL | 41173  | Pand met lijstgevel empire-ramen en dakkapel met fronton en hijsbalk                                                                                      |
| Zwaar gerestaureerd pand bij het koor van de broederenkerk | Woonhuis                    | 1534 |                                          | Broederenkerkhof 2 | 52° 8' 32" NB, 6° 11' 44" OL | 41174  | Meer afbeeldingen |
| Pand onder zadeldak | Woonhuis                    | 18e eeuw (pand) 1881 (steentje)                                                                               |                                          | Broederenkerkhof 7 | 52° 8' 32" NB, 6° 11' 41" OL | 41175  | Meer afbeeldingen |
| Pand onder hoog schilddak, waarin hijsvenster met fronton | Woonhuis                    | 1800 |                                          | Broederenkerkplein 17 | 52° 8' 33" NB, 6° 11' 40" OL | 41176  | Meer afbeeldingen |
| Pand met lijstgevel waarin vensters met ramen | Woonhuis                    | ca. 1500 |                                          | Broederenkerkplein 19 | 52° 8' 32" NB, 6° 11' 40" OL | 41177  | Meer afbeeldingen |
| Pand onder schilddak, waarin dakkapel met fronton en vleugelstukken | Woonhuis                    | ca. 1500 |                                          | Broederenkerkplein 21 | 52° 8' 32" NB, 6° 11' 40" OL | 41178  | Meer afbeeldingen |
| Den Swarten Ancker | Woonhuis                    | ca. 1300, verbouw 1530, 19e eeuw                                                                              |                                          | Broederenkerkstraat 1, 3 | 52° 8' 32" NB, 6° 11' 41" OL | 41179  | Meer afbeeldingen |
| Pand onder zadeldak met lijstgevel waarin deuromlijsting met pilasters en bovenlicht met gietijzeren levensboom | Woonhuis                    | 14e eeuw, midden 19e eeuw                                                                                     |                                          | Broederenkerkstraat 4 | 52° 8' 32" NB, 6° 11' 42" OL | 41180  | Meer afbeeldingen |
| Hoekpand Broederenkerkhof met gepleisterde puntgevel | Woonhuis                    | voor 1906 |                                          | Broederenkerkstraat 6 | 52° 8' 32" NB, 6° 11' 42" OL | 41181  | Meer afbeeldingen |
| Hoekpand Broederenkerkhof met gepleisterde puntgevel | Gebouw                      | ca. 1500 |                                          | Broederenkerkstraat 9 | 52° 8' 32" NB, 6° 11' 41" OL | 41182  | Meer afbeeldingen |
| Synagoge | Kerk en kerkonderdeel       | |                                          | Dieserstraat 11 | 52° 8' 36" NB, 6° 11' 53" OL | 41183  | Meer afbeeldingen |
| Pand met gepleisterde gevel met erkers | Woonhuis                    | ca. 1400, eerste kwart 19e eeuw                                                                               |                                          | Frankensteeg 4, 6 | 52° 8' 30" NB, 6° 11' 46" OL | 41186  | Pand met gepleisterde gevel met erkers |
| Pand met laat middeleeuwse kap en achtergevel | Woonhuis                    | late middeleeuwen                                                                                             |                                          | Frankensteeg 8 | 52° 8' 30" NB, 6° 11' 46" OL | 41187  | Upload foto |
| Pand met laat middeleeuwse kap en achtergevel | Woonhuis                    | late middeleeuwen                                                                                             |                                          | Frankensteeg 10 | 52° 8' 30" NB, 6° 11' 46" OL | 41188  | Upload foto |
| Pand met laat middeleeuwse kap en achtergevel | Woonhuis                    | late middeleeuwen                                                                                             |                                          | Frankensteeg 12 | 52° 8' 30" NB, 6° 11' 46" OL | 41189  | Upload foto |
| Pand met gotische trapgevel met geprofileerde vensters met spitsbogen | Woonhuis                    | ca. 1300, eerste helft 19e eeuw                                                                               |                                          | Frankensteeg 13 | 52° 8' 31" NB, 6° 11' 46" OL | 41190  | Pand met gotische trapgevel met geprofileerde vensters met spitsbogen                                                                                     |
| Huisje van alleen begane-grond onder zadeldak, waarin hijsvenster met fronton | Woonhuis                    | tweede of derde kwart 19e eeuw                                                                                |                                          | Frankensteeg 15 | 52° 8' 31" NB, 6° 11' 46" OL | 41191  | Huisje van alleen begane-grond onder zadeldak, waarin hijsvenster met fronton                                                                             |
| Stadsmuur met zijn op bogen overkraagde weergang en muurtoren | Gebouw                      | |                                          | Geweldigershoek 39 | 52° 8' 36" NB, 6° 11' 58" OL | 41192  | Stadsmuur met zijn op bogen overkraagde weergang en muurtoren                                                                                             |
| Hofje van de evangelisch luthersche gemeente | Kerk                        | 1850 |                                          | Geweldigershoek 4 | 52° 8' 36" NB, 6° 11' 55" OL | 41193  | Meer afbeeldingen |
| Stadhuis van Zutphen | Bestuursgebouw en onderdeel | midden 15e eeuw                                                                                               |                                          | 's-Gravenhof 1 | 52° 8' 24" NB, 6° 11' 43" OL | 41194  | Meer afbeeldingen |
| Walburgiskerk | Kerk en kerkonderdeel       | 13e-16e eeuw                                                                                                  |                                          | 's-Gravenhof 3 | 52° 8' 22" NB, 6° 11' 45" OL | 41195  | Meer afbeeldingen |
| 'Huize van de Kasteele', belangrijk patriciershuis | Gebouw                      | late middeleeuwen (oorsprong)                                                                                 |                                          | 's-Gravenhof 6 | 52° 8' 23" NB, 6° 11' 39" OL | 41196  | Meer afbeeldingen |
| Laat middeleeuws pand onder zadeldak en met lijstgevel, stadsmuur 14e eeuw in achtergevel | Gebouw                      | late middeleeuwen (oorsprong), 1610                                                                           |                                          | 's-Gravenhof 20 | 52° 8' 21" NB, 6° 11' 40" OL | 41197  | Meer afbeeldingen |
| Hoekpand onder dwars schilddak | Gebouw                      | 1610, eerste helft 19e eeuw                                                                                   |                                          | 's-Gravenhof 22 | 52° 8' 21" NB, 6° 11' 40" OL | 41198  | Meer afbeeldingen |
| Gepleisterd pand met verdieping en schilddak | Woonhuis                    | 17e of 18e eeuw                                                                                               |                                          | Hagepoortplein 2 | 52° 8' 33" NB, 6° 11' 54" OL | 41199  | Meer afbeeldingen |
| Pand met verdieping en gepleisterde gevel onder houten kroonlijst | Woonhuis                    | 1700 |                                          | Hagepoortplein 3 | 52° 8' 33" NB, 6° 11' 54" OL | 41200  | Meer afbeeldingen |
| Pand onder zadeldak en met gepleisterde lijstgevel waarin late empire-ramen | Woonhuis                    | 1894 |                                          | Halterstraat 16, 18 | 52° 8' 37" NB, 6° 11' 52" OL | 41201  | Meer afbeeldingen |
| Statig patriciershuis onder zadeldak en met bakstenen, gepleisterde lijstgevel | Gebouw                      | 1726 (jaartal)                                                                                                |                                          | Halterstraat 20 | 52° 8' 37" NB, 6° 11' 52" OL | 41202  | Meer afbeeldingen |
| Hof van Flodorf | Gebouw                      | 1435 (oorsprong)                                                                                              |                                          | Halterstraat 22 | 52° 8' 37" NB, 6° 11' 53" OL | 41203  | Meer afbeeldingen |
| Pand met gepleisterde lijstgevel | Woonhuis                    | 1800 |                                          | Heukestraat 5 a, 5 | 52° 8' 30" NB, 6° 11' 41" OL | 41204  | Meer afbeeldingen |
| Pand met puntgevel met vlechtingen | Woonhuis                    | 1800 |                                          | Heukestraat 5A | 52° 8' 30" NB, 6° 11' 41" OL | 41205  | Meer afbeeldingen |
| Gepleisterde tuitgevel van pakhuis | Woonhuis                    | mogelijk 17e eeuw                                                                                             |                                          | Heukestraat 51 | 52° 8' 30" NB, 6° 11' 37" OL | 41206  | Gepleisterde tuitgevel van pakhuis |
| Pand met puntgevel met vlechtingen | Gebouw                      | 15e eeuw (oorsprong) 18e eeuw (vernieuwd)                                                                     |                                          | Heukestraat 53 | 52° 8' 30" NB, 6° 11' 36" OL | 41207  | Meer afbeeldingen |
| Pakhuis met aan de Gasthuissteeg een puntgevel met ezelsruggen en bakstenen tweelichtskozijnen | Woonhuis                    | mogelijk 14e eeuw                                                                                             |                                          | Heukestraat 24 | 52° 8' 31" NB, 6° 11' 39" OL | 41208  | Pakhuis met aan de Gasthuissteeg een puntgevel met ezelsruggen en bakstenen tweelichtskozijnen                                                            |
| Hoekpand met verdieping en met pannen gedekt schilddak | Woonhuis                    | late middeleeuwen                                                                                             |                                          | Heukestraat 58 | 52° 8' 31" NB, 6° 11' 36" OL | 41209  | Hoekpand met verdieping en met pannen gedekt schilddak |
| 't Canon | Woonhuis                    | vroeg 19e eeuw                                                                                                |                                          | Kanonsdijk 128, 130 | 52° 8' 7" NB, 6° 11' 0" OL   | 41210  | Meer afbeeldingen |
| Pand onder schilddak met gevel onder oudere kroonlijst | Woonhuis                    | 1369 dendrodatering                                                                                           |                                          | Kerkhof 2 | 52° 8' 21" NB, 6° 11' 43" OL | 41211  | Pand onder schilddak met gevel onder oudere kroonlijst |
| Huis onder schilddak | Woonhuis                    | 1400 |                                          | Kerkhof 4, 6 | 52° 8' 21" NB, 6° 11' 43" OL | 41212  | Huis onder schilddak |
| Hoog pand met aan drie zijden omlopend schilddak | Woonhuis                    | mogelijk eerste helft 19e eeuw                                                                                |                                          | Kerkhof 8, 10 | 52° 8' 21" NB, 6° 11' 44" OL | 41213  | Hoog pand met aan drie zijden omlopend schilddak |
| Pakhuisje onder zadeldak achter doorlopend tot het muurhuis | Opslag                      | eerste helft 19e eeuw                                                                                         |                                          | Kerkhof 16 | 52° 8' 21" NB, 6° 11' 44" OL | 41214  | Pakhuisje onder zadeldak achter doorlopend tot het muurhuis                                                                                               |
| Pand aan stadsmuur | Woonhuis                    | tegen middeleeuwen                                                                                            |                                          | Kerkhof 18 | 52° 8' 21" NB, 6° 11' 46" OL | 41215  | Meer afbeeldingen |
| Pand met tot puntgevel gewijzigde trapgevel voor hoog zadeldak op de hoek van de frankensteeg | Woonhuis                    | 1605 |                                          | Korte Beukerstraat 14 | 52° 8' 31" NB, 6° 11' 46" OL | 41216  | Meer afbeeldingen |
| Huis onder schilddak, waarin dakkapel met fronton en luiken | Gebouw                      | midden 19e eeuw                                                                                               |                                          | Korte Hofstraat 1 | 52° 8' 30" NB, 6° 11' 42" OL | 41217  | Huis onder schilddak, waarin dakkapel met fronton en luiken                                                                                               |
| Huis onder schilddak | Woonhuis                    | ca. 1800 |                                          | Korte Hofstraat 1A | 52° 8' 30" NB, 6° 11' 42" OL | 41218  | Meer afbeeldingen |
| Hoekpand onder schilddak | Gebouw                      | 1800 |                                          | Heukestraat 2, Korte Hofstraat 3 | 52° 8' 31" NB, 6° 11' 42" OL | 41219  | Hoekpand onder schilddak |
| Pand onder hoog schilddak, aan de achterzijde tegen puntgevel met vlechtingen | Woonhuis                    | 1548 (jaartal)                                                                                                |                                          | Korte Hofstraat 2 | 52° 8' 30" NB, 6° 11' 44" OL | 41220  | Meer afbeeldingen |
| Pand met gepleisterde lijstgevel | Woonhuis                    | eerste helft 19e eeuw                                                                                         |                                          | Korte Hofstraat 4 | 52° 8' 30" NB, 6° 11' 44" OL | 41221  | Pand met gepleisterde lijstgevel |
| Pand met geverfde lijstgevel | Woonhuis                    | tweede of derde kwart 19e eeuw                                                                                |                                          | Korte Hofstraat 6 | 52° 8' 30" NB, 6° 11' 44" OL | 41222  | Pand met geverfde lijstgevel |
| Gepleisterde lijstgevel | Woonhuis                    | eerste helft 19e eeuw                                                                                         |                                          | Korte Hofstraat 8 | 52° 8' 30" NB, 6° 11' 43" OL | 41223  | Gepleisterde lijstgevel |
| Huis onder een dwars zadeldak met het nummer 16 | Woonhuis                    | 16e eeuw (kap)                                                                                                |                                          | Korte Hofstraat 14 | 52° 8' 31" NB, 6° 11' 43" OL | 41224  | Meer afbeeldingen |
| Huis onder een dwars zadeldak met het nummer 14 | Woonhuis                    | 1402 |                                          | Korte Hofstraat 16 | 52° 8' 31" NB, 6° 11' 43" OL | 41225  | Meer afbeeldingen |
| Pand met gevel onder moderne lijst | Woonhuis                    | Ketn van 1300, verbouw eerste kwart 19e eeuw                                                                  |                                          | Kreynckstraat 1 a, 1 | 52° 8' 33" NB, 6° 11' 39" OL | 41226  | Pand met gevel onder moderne lijst |
| Pand onder schilddak | Woonhuis                    | Kern ca. 1300, verbouw tweede kwart 19e eeuw                                                                  |                                          | Kreynckstraat 3 | 52° 8' 33" NB, 6° 11' 39" OL | 41227  | Pand onder schilddak |
| Gaaf bewaard patriciershuis onder omlopend schilddak | Woonhuis                    | tweede kwart 18e eeuw                                                                                         |                                          | Kuiperstraat 1 | 52° 8' 26" NB, 6° 11' 42" OL | 41228  | Meer afbeeldingen |
| Pand dat deel uitmaakt van complex van drie panden, die drie zijden van een kleine binnenplaats omsluiten | Gebouw                      | derde kwart 17e eeuw                                                                                          |                                          | Kuiperstraat 9 a, 9 | 52° 8' 25" NB, 6° 11' 39" OL | 41229  | Meer afbeeldingen |
| Pand dat deel uitmaakt van complex van drie panden, die drie zijden van een kleine binnenplaats omsluiten | Gebouw                      | 17e eeuw |                                          | Kuiperstraat 11, 's-Gravenhof 4 a, 's-Gravenhof 4, Schelpenkoepel (Zutphen) | 52° 8' 24" NB, 6° 11' 39" OL | 41230  | Meer afbeeldingen |
| Pand, dat deel uitmaakt van complex van drie panden, die drie zijden van een binnenplaats omsluiten | Gebouw                      | 1490 (dendro), verbouw derde kwart 17e eeuw                                                                   |                                          | Kuiperstraat 13 | 52° 8' 24" NB, 6° 11' 38" OL | 41231  | Meer afbeeldingen |
| Pand met gecementeerde gevel | Woonhuis                    | 1651 |                                          | Kuiperstraat 17 | 52° 8' 24" NB, 6° 11' 38" OL | 41232  | Meer afbeeldingen |
| Hoekpand Waterstraat onder schilddak, waarin dakkapel met fronton en hijsbalk | Woonhuis                    | 1908 |                                          | Kuiperstraat 21 a, 21 | 52° 8' 24" NB, 6° 11' 37" OL | 41233  | Hoekpand Waterstraat onder schilddak, waarin dakkapel met fronton en hijsbalk                                                                             |
| Pand onder zadeldak, aansluitend bij lange hofstraat 9 | Gebouw                      | 1400 |                                          | Kuiperstraat 6 | 52° 8' 26" NB, 6° 11' 41" OL | 41234  | Pand onder zadeldak, aansluitend bij lange hofstraat 9 |
| Pand met hoog zadeldak, waarin dakkapel met fronton | Woonhuis                    | 1908 |                                          | Kuiperstraat 24, 26 | 52° 8' 26" NB, 6° 11' 39" OL | 41235  | Pand met hoog zadeldak, waarin dakkapel met fronton |
| Pand onder dwars schilddak met brede lijstgevel waarin vensters met geprofileerde dorpels en in de verdiepingen empire-ramen | Woonhuis                    | 1908 |                                          | Kuiperstraat 28, 30 | 52° 8' 26" NB, 6° 11' 39" OL | 41236  | Pand onder dwars schilddak met brede lijstgevel waarin vensters met geprofileerde dorpels en in de verdiepingen empire-ramen                              |
| Pand achter lijstgevel waarin in de verdiepingen vensters met geprofileerde dorpels en schuiframen | Woonhuis                    | 18e eeuw |                                          | Kuiperstraat bij 16 | 52° 8' 26" NB, 6° 11' 39" OL | 41237  | Upload foto |
| Pand met gevel onder rechte lijst | Woonhuis                    | 1908 |                                          | Kuiperstraat 34 | 52° 8' 25" NB, 6° 11' 38" OL | 41238  | Pand met gevel onder rechte lijst |
| Belangrijk hoekpand onder hoog schilddak | Woonhuis                    | 1888 |                                          | Laarstraat 3 | 52° 8' 28" NB, 6° 11' 60" OL | 41239  | Meer afbeeldingen |
| Pand onder een hoog schilddak met het nummer 11 | Gebouw                      | 1888 |                                          | Laarstraat 9 | 52° 8' 28" NB, 6° 12' 1" OL  | 41240  | Meer afbeeldingen |
| Pand onder een hoog dwars schilddak met het nummer 9 | Woonhuis                    | 1888 |                                          | Laarstraat 11 | 52° 8' 28" NB, 6° 12' 1" OL  | 41241  | Pand onder een hoog dwars schilddak met het nummer 9 |
| Pand met klokgevel met geprofileerde, segmentvormige bekroning en geprofileerde natuurstenen zijafdekplaten | Woonhuis                    | 1889 |                                          | Laarstraat 24 | 52° 8' 27" NB, 6° 12' 3" OL  | 41242  | Meer afbeeldingen |
| Pand met topgevel met in- en uitzwenkende contouren en bakstenen pinakels, geprofileerde waterlijsten, geblokte ontlastingsbogen boven de verdiepingsvensters en sierankers                                                       | Woonhuis                    | 1632 (jaartalankers)                                                                                          |                                          | Laarstraat 48 | 52° 8' 28" NB, 6° 12' 6" OL  | 41243  | Meer afbeeldingen |
| Pand met eenvoudige trapgevel, gedateerd in jaartalankers: 1680 | Woonhuis                    | 1680 (jaartalankers)                                                                                          |                                          | Laarstraat 118 a, 118 | 52° 8' 30" NB, 6° 12' 13" OL | 41244  | Pand met eenvoudige trapgevel, gedateerd in jaartalankers: 1680                                                                                           |
| Pand empire-ramen, links deurpartij met pilasters, bovenlicht en hoofdgestel met tri | Woonhuis                    | 17e eeuw |                                          | Lange Hofstraat 1 | 52° 8' 24" NB, 6° 11' 42" OL | 41245  | Meer afbeeldingen |
| Pand met monumentale gevel in renaissancetrant met grote trappen, versierd met vleugelstukken en obelisken en een bekronend fronton, waaronder het jaartal 1631                                                                   | Woonhuis                    | 1631 (jaartal)                                                                                                |                                          | Lange Hofstraat 3 | 52° 8' 25" NB, 6° 11' 42" OL | 41246  | Meer afbeeldingen |
| Pand onder schilddak met topschoorsteen | Woonhuis                    | |                                          | Lange Hofstraat 7 | 52° 8' 25" NB, 6° 11' 42" OL | 41248  | Meer afbeeldingen |
| Groot huis onder omlopend schilddak | Woonhuis                    | eerste kwart 19e eeuw                                                                                         |                                          | Kuiperstraat 2 | 52° 8' 26" NB, 6° 11' 42" OL | 41249  | Groot huis onder omlopend schilddak |
| Patriciershuis met omlopend schilddak en gepleisterde lijstgevel van vier vensterassen | Woonhuis                    | 1800 |                                          | Lange Hofstraat 11 a, 11 | 52° 8' 26" NB, 6° 11' 42" OL | 41250  | Meer afbeeldingen |
| Hoekpand Bakkerstraat onder schilddak | Gebouw                      | midden 19e eeuw                                                                                               |                                          | Lange Hofstraat 13 | 52° 8' 27" NB, 6° 11' 42" OL | 41251  | Hoekpand Bakkerstraat onder schilddak |
| Hoekpand Bakkerstraat onder schilddak | Woonhuis                    | eerste kwart 19e eeuw                                                                                         |                                          | Lange Hofstraat 15 | 52° 8' 27" NB, 6° 11' 42" OL | 41252  | Hoekpand Bakkerstraat onder schilddak |
| Pand met gevel met boven de kroonlijst een zware, in hout uitgevoerde, gelobde top, waarin dakvenster met segmentvormige afsluiting                                                                                               | Woonhuis                    | 1800 |                                          | Lange Hofstraat 17 | 52° 8' 27" NB, 6° 11' 42" OL | 41253  | Meer afbeeldingen |
| Hoekpand Kolenstraat onder schilddak met aan de achterzijde puntgevel | Woonhuis                    | Dendro 1340, 1565                                                                                             |                                          | Kolenstraat 1 a, Lange Hofstraat 21 | 52° 8' 28" NB, 6° 11' 42" OL | 41254  | Meer afbeeldingen |
| Pand onder schilddak oorspronkelijk een geheel met nummer 25 | Gebouw                      | 16e eeuw |                                          | Lange Hofstraat 23 | 52° 8' 28" NB, 6° 11' 42" OL | 41255  | Meer afbeeldingen |
| Pand onder schilddak oorspronkelijk een geheel met nummer 23 | Gebouw                      | 16e eeuw |                                          | Lange Hofstraat 25 | 52° 8' 28" NB, 6° 11' 42" OL | 41256  | Meer afbeeldingen |
| Pand met hoge pakhuisgevel met gezwenkte top onder rollaag en geprofileerde houten afdekking | Woonhuis                    | voor 1906 |                                          | Lange Hofstraat 27 | 52° 8' 28" NB, 6° 11' 42" OL | 41257  | Meer afbeeldingen |
| Pand onder schilddak en met gepleisterde gevel onder rechte lijst | Woonhuis                    | voor 1906 |                                          | Lange Hofstraat 29 | 52° 8' 28" NB, 6° 11' 43" OL | 41258  | Meer afbeeldingen |
| Pand met gepleisterde lijstgevel met verdiepte deurpilasters en in de kroonlijst consoles | Gebouw                      | laatste kwart 18e eeuw                                                                                        |                                          | Lange Hofstraat 31 | 52° 8' 28" NB, 6° 11' 42" OL | 41259  | Pand met gepleisterde lijstgevel met verdiepte deurpilasters en in de kroonlijst consoles                                                                 |
| Hoekpand Raadhuissteeg onder hoog schilddak | Woonhuis                    | 16e eeuw |                                          | Lange Hofstraat 6 a, 6 | 52° 8' 25" NB, 6° 11' 43" OL | 41260  | Meer afbeeldingen |
| Pand onder schilddak en met gepleisterde lijstgevel | Woonhuis                    | 1567 |                                          | Lange Hofstraat 8 | 52° 8' 25" NB, 6° 11' 43" OL | 41261  | Meer afbeeldingen |
| Gepleisterde lijstgevel voor huis onder schilddak met dakkapel | Woonhuis                    | 1600 |                                          | Lange Hofstraat 14 | 52° 8' 26" NB, 6° 11' 44" OL | 41262  | Gepleisterde lijstgevel voor huis onder schilddak met dakkapel                                                                                            |
| Pand onder hoog schilddak met lijstgevel | Woonhuis                    | 1600 |                                          | Lange Hofstraat 22 a, 22 | 52° 8' 27" NB, 6° 11' 44" OL | 41263  | Meer afbeeldingen |
| Pand met trapgevel met geprofileerde waterlijst onder de top, geprofileerde dakplaten, makelaar op gebeeldhouwd kopje en als bekroning een schildhoudende leeuw                                                                   | Woonhuis                    | 1614 |                                          | Lange Hofstraat 26 | 52° 8' 27" NB, 6° 11' 44" OL | 41264  | Meer afbeeldingen |
| Hoekpand Rodetorenstraat, dat aanvankelijk identiek zal zijn geweest aan of een geheel zal hebben uitgemaakt met nr 26. | Gebouw                      | 1800 |                                          | Lange Hofstraat 28 a, 28 | 52° 8' 27" NB, 6° 11' 44" OL | 41265  | Meer afbeeldingen |
| Pand onder schilddak en met gesausde lijstgevel | Woonhuis                    | 1600 |                                          | Lange Hofstraat 34 | 52° 8' 28" NB, 6° 11' 44" OL | 41266  | Meer afbeeldingen |
| Gesausde gevel onder rechte lijst | Woonhuis                    | 1629 |                                          | Groenmarkt 3 | 52° 8' 29" NB, 6° 11' 36" OL | 41267  | Meer afbeeldingen |
| Pand met trapgevel met vleugelstukken, waterlijsten, geblokte ontlastingsbogen en natuurstenen kruiskozijnen met luiken | Woonhuis                    | 1629 |                                          | Groenmarkt 5 | 52° 8' 30" NB, 6° 11' 36" OL | 41268  | Meer afbeeldingen |
| Pand met gevel met geblokte muurdammen tussen de vensters, korfbogige, geblokte ontlastingsbogen en muurankers onder een rechte lijst                                                                                             | Woonhuis                    | 1631 |                                          | Groenmarkt 7 | 52° 8' 30" NB, 6° 11' 36" OL | 41270  | Meer afbeeldingen |
| Pand met gevel met geblokte muurdammen, nog in het bezit van de oude top, bekroond door segmentvormig fronton met schildhoudende leeuw                                                                                            | Gebouw                      | 1631 |                                          | Groenmarkt 9 | 52° 8' 30" NB, 6° 11' 36" OL | 41271  | Meer afbeeldingen |
| Lijstgevel | Woonhuis                    | 1850 |                                          | Groenmarkt 13 | 52° 8' 30" NB, 6° 11' 37" OL | 41272  | Meer afbeeldingen |
| Statig patriciershuis onder dwars schilddak | Woonhuis                    | 1800 |                                          | Groenmarkt 19 | 52° 8' 30" NB, 6° 11' 38" OL | 41273  | Meer afbeeldingen |
| Gesausde lijstgevel met boven de parterre geprofileerde waterlijst | Woonhuis                    | 1522 |                                          | Groenmarkt 23 | 52° 8' 30" NB, 6° 11' 39" OL | 41274  | Meer afbeeldingen |
| Pand met gevel met rijk gesneden lijst en in de bovenverdieping nog de oorspronkelijke schuiframen | Woonhuis                    | 1700 |                                          | Groenmarkt 25 | 52° 8' 30" NB, 6° 11' 40" OL | 41275  | Meer afbeeldingen |
| Hoekpand met trapgevel | Woonhuis                    | tweede kwart 17e eeuw                                                                                         |                                          | Groenmarkt 31 a, 31 | 52° 8' 30" NB, 6° 11' 41" OL | 41276  | Meer afbeeldingen |
| Pand met eenvoudig, gepleisterd lijstgeveltje | Woonhuis                    | mogelijk 18e eeuw                                                                                             |                                          | Groenmarkt 33 | 52° 8' 30" NB, 6° 11' 41" OL | 41277  | Meer afbeeldingen |
| Pand onder een dwars zadeldak met nr 37-35 heeft een gepleisterde lijstgevel met in de bovenverdieping empire-schuiframen | Woonhuis                    | 1586 |                                          | Groenmarkt 35 | 52° 8' 30" NB, 6° 11' 41" OL | 41278  | Meer afbeeldingen |
| Pand met oorspronkelijke schuif- en draairamen | Woonhuis                    | 1586 |                                          | Groenmarkt 37 | 52° 8' 30" NB, 6° 11' 42" OL | 41279  | Meer afbeeldingen |
| Pand met gepleisterde gevel onder rechte lijst | Woonhuis                    | 1500 |                                          | Groenmarkt 39 | 52° 8' 30" NB, 6° 11' 42" OL | 41280  | Meer afbeeldingen |
| Huis onder dwars zadeldak | Gebouw                      | 18e eeuw |                                          | Korte Hofstraat 1A | 52° 8' 30" NB, 6° 11' 42" OL | 41281  | Meer afbeeldingen |
| Pand met lijstgevel | Woonhuis                    | derde kwart 19e eeuw                                                                                          |                                          | Houtmarkt 49 | 52° 8' 30" NB, 6° 11' 44" OL | 41282  | Meer afbeeldingen |
| Pand met gevel onder rechte lijst | Woonhuis                    | 1558 |                                          | Houtmarkt 51 | 52° 8' 30" NB, 6° 11' 44" OL | 41283  | Meer afbeeldingen |
| Lijstgevel met fries van triglyphen en metopen | Gebouw                      | 1888 |                                          | Houtmarkt 59 | 52° 8' 29" NB, 6° 11' 45" OL | 41284  | Meer afbeeldingen |
| Eenvoudige lijstgevel gecementeerd | Gebouw                      | midden 19e eeuw                                                                                               |                                          | Houtmarkt 61 a, 61 | 52° 8' 29" NB, 6° 11' 45" OL | 41285  | Meer afbeeldingen |
| Pand met gepleisterde lijstgevel voor ouder huis | Woonhuis                    | 18/19e eeuw                                                                                                   |                                          | Houtmarkt 63 a, 63 | 52° 8' 29" NB, 6° 11' 46" OL | 41286  | Meer afbeeldingen |
| Pand met gepleisterde lijstgevel voor ouder huis | Woonhuis                    | 18/19e eeuw                                                                                                   |                                          | Houtmarkt 63 b, 63 c | 52° 8' 29" NB, 6° 11' 46" OL | 41287  | Meer afbeeldingen |
| In oorsprong laat-gotisch huis | Woonhuis                    | 1451 |                                          | Houtmarkt 73 | 52° 8' 28" NB, 6° 11' 48" OL | 41288  | Meer afbeeldingen |
| Pand met lijstgevel, waarin cartouche met jaartal: 1666 | Woonhuis                    | 1666 |                                          | Houtmarkt 75 | 52° 8' 28" NB, 6° 11' 48" OL | 41289  | Meer afbeeldingen |
| Pand met eenvoudige, gepleisterde gevel onder rechte lijst | Gebouw                      | 1700 |                                          | Houtmarkt 77 | 52° 8' 28" NB, 6° 11' 48" OL | 41290  | Meer afbeeldingen |
| Geverfde lijstgevel met in de kroonlijst spiegels | Woonhuis                    | 1700 |                                          | Houtmarkt 79 | 52° 8' 28" NB, 6° 11' 48" OL | 41291  | Meer afbeeldingen |
| Pand met rood gesausde lijstgevel met in de verdieping en zolderverdieping schuiframen | Gebouw                      | voor 1906 |                                          | Zaadmarkt 83 a, 83 | 52° 8' 27" NB, 6° 11' 50" OL | 41292  | Meer afbeeldingen |
| Huis met brede lijstgevel en schilddak | Woonhuis                    | eerste kwart 19e eeuw                                                                                         |                                          | Zaadmarkt 85 | 52° 8' 27" NB, 6° 11' 50" OL | 41293  | Meer afbeeldingen |
| Pand met lijstgevel met hoekpilasters en verkropte kroonlijst, in een baksteen gedateerd 1832 | Woonhuis                    | 1832 |                                          | Zaadmarkt 87 | 52° 8' 26" NB, 6° 11' 50" OL | 41294  | Meer afbeeldingen |
| Pand met eenvoudige lijstgevel onder dwars schilddak | Woonhuis                    | 1840 |                                          | Zaadmarkt 89 | 52° 8' 26" NB, 6° 11' 50" OL | 41295  | Meer afbeeldingen |
| Pand met omlopend schilddak | Woonhuis                    | 1660 |                                          | Zaadmarkt 91 | 52° 8' 26" NB, 6° 11' 50" OL | 41296  | Meer afbeeldingen |
| Statig pand met hoog, dwars schilddak en gepleisterde lijstgevel | Woonhuis                    | tweede kwart 19e eeuw                                                                                         |                                          | Bernhardsteeg 2 a, Zaadmarkt 93 | 52° 8' 25" NB, 6° 11' 51" OL | 41297  | Meer afbeeldingen |
| Dwarshuis deuromlijsting met verdiepte pilasters, bovenlicht en hoofdgestel | Woonhuis                    | 1660 |                                          | Zaadmarkt 95 | 52° 8' 24" NB, 6° 11' 51" OL | 41298  | Meer afbeeldingen |
| Huis onder dwars schilddak met eenvoudige lijstgevel waarin schuiframen | Woonhuis                    | derde kwart 19e eeuw                                                                                          |                                          | Zaadmarkt 97 | 52° 8' 24" NB, 6° 11' 51" OL | 41299  | Meer afbeeldingen |
| Pand met lijstgevel met in de parterre getoogde vensters met sluitstenen, oorspronkelijke, gesneden deuren en in de kroonlijst triglyphen en metopen                                                                              | Woonhuis                    | ca. 1850 |                                          | Zaadmarkt 99 | 52° 8' 24" NB, 6° 11' 51" OL | 41300  | Meer afbeeldingen |
| Bornhof | Gebouw                      | eerste kwart 14e eeuw (stichting) derde kwart 19e eeuw (vernieuwd) 1732 (hoofdgebouw) 19e eeuw (boven kelder) |                                          | Oude Bornhof 2, 3, 4, 5, 6, 7, 8, 9, 10, 11, 12, 13, 14, 15, 16, 17, 18, 19, 20, 21, 22 a, 22, 23, 24, 25, 26, 27, 28, 29, 30, 31, 32, 33, 34, 35, 37, 39, 41, 43, 45, 47 a, 47, 49, 51, 53, 55, 57 | 52° 8' 25" NB, 6° 11' 55" OL | 41301  | Meer afbeeldingen |
| Het Bolwerck | Woonhuis                    | 1549 (jaartalsteentje)                                                                                        |                                          | Zaadmarkt 110, 112 | 52° 8' 22" NB, 6° 11' 49" OL | 41302  | Meer afbeeldingen |
| Pand met eenvoudige gepleisterde lijstgevel | Woonhuis                    | 1586 |                                          | Groenmarkt 20 | 52° 8' 28" NB, 6° 11' 39" OL | 41303  | Pand met eenvoudige gepleisterde lijstgevel |
| Huis met schilddak en geel gepleisterde lijstgevel met in de verdieping oorspronkelijke schuiframen | Gebouw                      | 1906-1930 |                                          | Groenmarkt 26 | 52° 8' 28" NB, 6° 11' 40" OL | 41304  | Meer afbeeldingen |
| Pand met statige lijstgevel met rijk gesneden kroonlijst, gedragen door consoles | Gebouw                      | 1586 |                                          | Groenmarkt 28 | 52° 8' 29" NB, 6° 11' 40" OL | 41305  | Meer afbeeldingen |
| Gesausde lijstgevel voor een pand onder hoog, dwars dak | Woonhuis                    | 1901 |                                          | Groenmarkt 30 | 52° 8' 29" NB, 6° 11' 41" OL | 41306  | Gesausde lijstgevel voor een pand onder hoog, dwars dak                                                                                                   |
| Pand onder hoog dwars zadeldak tussen puntgevels | Woonhuis                    | 1906-1930 |                                          | Groenmarkt 32 | 52° 8' 29" NB, 6° 11' 41" OL | 41307  | Pand onder hoog dwars zadeldak tussen puntgevels |
| Lijstgevel voor huis met schilddak | Gebouw                      | 1586 |                                          | Groenmarkt 34 | 52° 8' 28" NB, 6° 11' 41" OL | 41308  | Lijstgevel voor huis met schilddak |
| Pand met lijstgevel met in de bovenverdieping de oorspronkelijke schuiframen | Gebouw                      | ca. 1800 |                                          | Groenmarkt 36 | 52° 8' 28" NB, 6° 11' 41" OL | 41309  | Pand met lijstgevel met in de bovenverdieping de oorspronkelijke schuiframen                                                                              |
| Hoekpand Lange Hofstraat, onder een hoog schilddak met het nummer 44. Stedebouwkundig van groot belang | Woonhuis                    | mogelijk 16e eeuw                                                                                             |                                          | Houtmarkt 42 | 52° 8' 29" NB, 6° 11' 44" OL | 41310  | Meer afbeeldingen |
| Hoekpand Lange Hofstraat, onder een hoog schilddak met het nummer 42 | Woonhuis                    | mogelijk 16e eeuw (oorsprong)                                                                                 |                                          | Houtmarkt 44 | 52° 8' 29" NB, 6° 11' 44" OL | 41311  | Meer afbeeldingen |
| Pand met eenvoudige, gepleisterde lijstgevel met ramen | Woonhuis                    | tweede kwart 19e eeuw                                                                                         |                                          | Houtmarkt 48 | 52° 8' 28" NB, 6° 11' 44" OL | 41312  | Pand met eenvoudige, gepleisterde lijstgevel met ramen |
| Geel gepleisterde lijstgevel | Woonhuis                    | ca. 1800 |                                          | Houtmarkt 52 | 52° 8' 28" NB, 6° 11' 45" OL | 41313  | Geel gepleisterde lijstgevel |
| Gesausde lijstgevel | Woonhuis                    | ca. 1800 |                                          | Houtmarkt 54 | 52° 8' 28" NB, 6° 11' 45" OL | 41314  | Gesausde lijstgevel |
| Pand met eenvoudige lijstgevel | Gebouw                      | tweede kwart 19e eeuw                                                                                         |                                          | Houtmarkt 60 | 52° 8' 28" NB, 6° 11' 45" OL | 41315  | Meer afbeeldingen |
| Brede, gepleisterde lijstgevel met in de kroonlijst fries van triglyphen en metopen | Woonhuis                    | ca. 1800 |                                          | Houtmarkt 62 | 52° 8' 28" NB, 6° 11' 46" OL | 41316  | Meer afbeeldingen |
| Pand onder hoog schilddak en met gepleisterde lijstgevel | Woonhuis                    | 1800 |                                          | Houtmarkt 64 | 52° 8' 28" NB, 6° 11' 46" OL | 41317  | Meer afbeeldingen |
| Pand met lijstgevel met flauw getoogde vensters en geprofileerde, natuurstenen vensterdorpels | Woonhuis                    | tweede kwart 19e eeuw                                                                                         |                                          | Houtmarkt 66 | 52° 8' 27" NB, 6° 11' 46" OL | 41318  | Meer afbeeldingen |
| Pand met bakstenen trapgevel met rijke, natuurstenen decoratie | Woonhuis                    | 1615 (jaartal)                                                                                                |                                          | Houtmarkt 68, 70 | 52° 8' 27" NB, 6° 11' 47" OL | 41319  | Meer afbeeldingen |
| Pand met lijstgevel met bewerkte kroonlijst | Woonhuis                    | 1800 |                                          | Houtmarkt 72 | 52° 8' 27" NB, 6° 11' 48" OL | 41320  | Pand met lijstgevel met bewerkte kroonlijst |
| Twee, tot een pand samengetrokken huizen met gevels rood gesausd, onder rechte lijsten | Woonhuis                    | 18e/19e eeuw                                                                                                  |                                          | Houtmarkt 72 a, 74, 74 a,b,c | 52° 8' 27" NB, 6° 11' 47" OL | 41321  | Twee, tot een pand samengetrokken huizen met gevels rood gesausd, onder rechte lijsten                                                                    |
| Pand onder hoog schilddak, waarin dakkapel met segmentvormig fronton, vleugelstukken en hijsbalk | Gebouw                      | 18e/19e eeuw                                                                                                  |                                          | Houtmarkt 76 | 52° 8' 27" NB, 6° 11' 48" OL | 41322  | Pand onder hoog schilddak, waarin dakkapel met segmentvormig fronton, vleugelstukken en hijsbalk                                                          |
| Oorspronkelijk een huis, thans in twee woningen gesplitst onder hoog schilddak, waarin dakkapel met fronton, gevel met kroonlijst (ca. 1800)                                                                                      | Woonhuis                    | mogelijk 17e eeuw                                                                                             |                                          | Houtmarkt 78, 80 | 52° 8' 26" NB, 6° 11' 48" OL | 41323  | Oorspronkelijk een huis, thans in twee woningen gesplitst onder hoog schilddak, waarin dakkapel met fronton, gevel met kroonlijst (ca. 1800)              |
| Pand met eenvoudige gepleisterd lijstgeveltje | Woonhuis                    | 1658 (jaartalsteentje)                                                                                        |                                          | Houtmarkt 82 a, 82 | 52° 8' 26" NB, 6° 11' 48" OL | 41324  | Pand met eenvoudige gepleisterd lijstgeveltje |
| Hoekpand Ravenstraat met gecementeerde trapgevel | Gebouw                      | 1660 (jaarsteentje)                                                                                           |                                          | Ravenstraatje 5, Zaadmarkt 84 | 52° 8' 26" NB, 6° 11' 48" OL | 41325  | Meer afbeeldingen |
| Hoekpand met omlopend schilddak en gepleisterde lijstgevels | Woonhuis                    | voor 1906 (schuiframen)                                                                                       |                                          | Zaadmarkt 84 a | 52° 8' 26" NB, 6° 11' 48" OL | 41326  | Meer afbeeldingen |
| Pand met omlopend schilddak, bekroond door hoekschoorstenen | Woonhuis                    | voor 1906 |                                          | Zaadmarkt 86 | 52° 8' 25" NB, 6° 11' 48" OL | 41327  | Meer afbeeldingen |
| Voormalig kantongerecht | Museum                      | 1800 |                                          | Zaadmarkt 88 | 52° 8' 25" NB, 6° 11' 49" OL | 41328  | Meer afbeeldingen |
| Pand met eenvoudige lijstgevel | Woonhuis                    | 1850 |                                          | Zaadmarkt 90 | 52° 8' 24" NB, 6° 11' 48" OL | 41329  | Meer afbeeldingen |
| Huis met gepleisterde gevel onder rechte lijst en hoog zadeldak, waarin dakvenster met fronton en vleugelstukken | Woonhuis                    | 1700 |                                          | Zaadmarkt 92 a, 92 | 52° 8' 25" NB, 6° 11' 49" OL | 41330  | Meer afbeeldingen |
| Deftig patriciershuis met lijstgevel en omlopend schilddak met hoekschoorstenen | Woonhuis                    | eerste kwart 19e eeuw                                                                                         |                                          | Zaadmarkt 94 | 52° 8' 24" NB, 6° 11' 49" OL | 41331  | Meer afbeeldingen |
| Huis onder zadeldak met eenvoudige lijstgevel | Woonhuis                    | 1700 |                                          | Zaadmarkt 96 | 52° 8' 24" NB, 6° 11' 49" OL | 41332  | Huis onder zadeldak met eenvoudige lijstgevel |
| Huis onder schilddak met dakvenster, voorzien van gebogen fronton en vleugelstukken | Woonhuis                    | 1700 |                                          | Zaadmarkt 98 | 52° 8' 24" NB, 6° 11' 49" OL | 41333  | Huis onder schilddak met dakvenster, voorzien van gebogen fronton en vleugelstukken                                                                       |
| Hoekpand Kerkstraatje met eenvoudige, gepleisterde gevel | Woonhuis                    | 18e eeuw |                                          | Kerkstraatje 5, Zaadmarkt 98 a | 52° 8' 24" NB, 6° 11' 49" OL | 41334  | Hoekpand Kerkstraatje met eenvoudige, gepleisterde gevel                                                                                                  |
| Groot huis op de hoek van het Kerkstraatje | Woonhuis                    | 1600 |                                          | Zaadmarkt 100 | 52° 8' 23" NB, 6° 11' 50" OL | 41335  | Groot huis op de hoek van het Kerkstraatje |
| Huis onder hoog schilddak, waarin twee dakkapellen met driehoekige frontons | Woonhuis                    | 1600 |                                          | Zaadmarkt 102 | 52° 8' 23" NB, 6° 11' 48" OL | 41336  | Huis onder hoog schilddak, waarin twee dakkapellen met driehoekige frontons                                                                               |
| Pand met afgeronde hoek, onder een doorlopende kroonlijst met ijsselkade 12 | Woonhuis                    | derde kwart 19e eeuw                                                                                          |                                          | Marspoortstraat 1 | 52° 8' 30" NB, 6° 11' 29" OL | 41337  | Pand met afgeronde hoek, onder een doorlopende kroonlijst met ijsselkade 12                                                                               |
| Pand met geverfde lijstgevel met erker op consoles | Woonhuis                    | 1800 |                                          | Marspoortstraat 3 a, 3 | 52° 8' 30" NB, 6° 11' 29" OL | 41338  | Pand met geverfde lijstgevel met erker op consoles |
| Huis met lijstgevel met stucversieringen | Woonhuis                    | 1800 |                                          | Marspoortstraat 5 | 52° 8' 30" NB, 6° 11' 29" OL | 41339  | Huis met lijstgevel met stucversieringen |
| Huis met lijstgevel met stucversieringen | Gebouw                      | derde kwart 19e eeuw                                                                                          |                                          | Marspoortstraat 7 | 52° 8' 30" NB, 6° 11' 30" OL | 41340  | Huis met lijstgevel met stucversieringen |
| Pand onder schilddak met lijstgevel | Woonhuis                    | 1850 |                                          | Marspoortstraat 9 a, 9 | 52° 8' 30" NB, 6° 11' 30" OL | 41341  | Pand onder schilddak met lijstgevel |
| Pand met lijstgevel | Woonhuis                    | 1850 |                                          | Marspoortstraat 11 a, 11 | 52° 8' 30" NB, 6° 11' 31" OL | 41342  | Upload foto |
| Pand onder schilddak en met lijstgevel | Woonhuis                    | derde kwart 19e eeuw                                                                                          |                                          | Marspoortstraat 13 a, 13 | 52° 8' 30" NB, 6° 11' 31" OL | 41343  | Pand onder schilddak en met lijstgevel |
| Pand onder schilddak en met lijstgevel | Woonhuis                    | 1836 |                                          | Marspoortstraat 15 | 52° 8' 30" NB, 6° 11' 32" OL | 41344  | Pand onder schilddak en met lijstgevel |
| Pand met gesausde lijstgevel, verdieping en schilddak, in oorsprong laat-middeleeuws | Woonhuis                    | late middeleeuwen (oorsprong) derde kwart 19e eeuw (verb.)                                                    |                                          | Marspoortstraat 21 | 52° 8' 30" NB, 6° 11' 34" OL | 41345  | Meer afbeeldingen |
| Hoekpand met Dwars schilddak, gepleisterde lijstgevels en geprofileerde, houten vensteromlijstingen | Woonhuis                    | 1839 |                                          | Marspoortstraat 25 | 52° 8' 29" NB, 6° 11' 35" OL | 41346  | Hoekpand met Dwars schilddak, gepleisterde lijstgevels en geprofileerde, houten vensteromlijstingen                                                       |
| Hoekpand met afgeronde hoek en opzetstuk boven de kroonlijst | Woonhuis                    | 1885 |                                          | Marspoortstraat 2 a, 2 | 52° 8' 29" NB, 6° 11' 29" OL | 41347  | Hoekpand met afgeronde hoek en opzetstuk boven de kroonlijst                                                                                              |
| Pand met lijstgevel geheel gaaf met deuren en ramen | Woonhuis                    | 1740 |                                          | Marspoortstraat 4 a, 4 | 52° 8' 29" NB, 6° 11' 30" OL | 41348  | Upload foto |
| Pand met lijstgevel met oorspronkelijke deuren en ramen | Woonhuis                    | 1740 |                                          | Marspoortstraat 6 a, 6 | 52° 8' 29" NB, 6° 11' 30" OL | 41349  | Pand met lijstgevel met oorspronkelijke deuren en ramen                                                                                                   |
| Pand met gepleisterde lijstgevel met stucversieringen | Woonhuis                    | 1850 |                                          | Marspoortstraat 8 | 52° 8' 29" NB, 6° 11' 31" OL | 41350  | Pand met gepleisterde lijstgevel met stucversieringen |
| Pand met lijstgevel | Woonhuis                    | 1836 |                                          | Marspoortstraat 10 a, 10 | 52° 8' 29" NB, 6° 11' 31" OL | 41351  | Pand met lijstgevel |
| Hoekpand met schilddak en gepleisterde lijstgevels | Woonhuis                    | tweede kwart 19e eeuw                                                                                         |                                          | Marspoortstraat 12 a, 12 | 52° 8' 29" NB, 6° 11' 32" OL | 41352  | Meer afbeeldingen |
| Pand met lijstgevel met middenrisaliet en stucversieringen | Woonhuis                    | derde kwart 19e eeuw                                                                                          |                                          | Marspoortstraat 18 | 52° 8' 29" NB, 6° 11' 34" OL | 41353  | Upload foto |
| Pand met gepleisterde lijstgevel met consoles en houten, geprofileerde vensteromlijstingen | Gebouw                      | tweede kwart 19e eeuw                                                                                         |                                          | Nieuwstad 21 | 52° 8' 37" NB, 6° 11' 47" OL | 41354  | Pand met gepleisterde lijstgevel met consoles en houten, geprofileerde vensteromlijstingen                                                                |
| Pand onder hoog schilddak en met gevel onder rechte kroonlijst | Gebouw                      | tweede kwart 19e eeuw                                                                                         |                                          | Nieuwstad 25 | 52° 8' 38" NB, 6° 11' 47" OL | 41355  | Pand onder hoog schilddak en met gevel onder rechte kroonlijst                                                                                            |
| Pand onder hoog schilddak | Woonhuis                    | 1339 (dendro)                                                                                                 |                                          | Nieuwstad 29 | 52° 8' 38" NB, 6° 11' 47" OL | 41356  | Pand onder hoog schilddak |
| Hoekpand brasseroord. Dwars schilddak en gepleisterd lijstgevel | Woonhuis                    | 1891 |                                          | Nieuwstad 33 | 52° 8' 39" NB, 6° 11' 48" OL | 41357  | Meer afbeeldingen |
| Hoekpand met hoog schilddak, waarop hoekschoorstenen | Woonhuis                    | 1850 |                                          | Nieuwstad 35 a, 35 | 52° 8' 39" NB, 6° 11' 49" OL | 41358  | Meer afbeeldingen |
| Hoog pand met schilddak en lijstgevel, waarin dakkapel | Woonhuis                    | late middeleeuwen                                                                                             |                                          | Nieuwstad 45 a, 45 | 52° 8' 40" NB, 6° 11' 49" OL | 41359  | Meer afbeeldingen |
| Pand met mooi, hoog schilddak en gepleisterde gevel onder rechte lijst | Woonhuis                    | 1636 (dendro), gevel ca. 1865                                                                                 |                                          | Nieuwstad 8 | 52° 8' 36" NB, 6° 11' 49" OL | 41360  | Pand met mooi, hoog schilddak en gepleisterde gevel onder rechte lijst                                                                                    |
| Pand onder schilddak en met lijstgevel, versierd met stuc | Woonhuis                    | voor 1906 |                                          | Nieuwstad 10 | 52° 8' 36" NB, 6° 11' 48" OL | 41361  | Pand onder schilddak en met lijstgevel, versierd met stuc                                                                                                 |
| Pand onder schilddak | Woonhuis                    | midden 19e eeuw                                                                                               |                                          | Nieuwstad 22 | 52° 8' 37" NB, 6° 11' 49" OL | 41362  | Pand onder schilddak |
| Pand met gepleisterde en verminkte topgevel van het gelderse type | Woonhuis                    | waarschijnlijk eerste kwart 17e eeuw                                                                          |                                          | Nieuwstad 30 | 52° 8' 38" NB, 6° 11' 49" OL | 41363  | Meer afbeeldingen |
| Hoekpand met hoog schilddak, aan de achterzijde tegen puntgevel | Woonhuis                    | mogelijk 16e eeuw                                                                                             |                                          | Nieuwstad 32 a, 32 | 52° 8' 38" NB, 6° 11' 49" OL | 41364  | Meer afbeeldingen |
| Hoekpand met schilddak, geboortehuis van de actrice Theodora Mann-Bouwmeester | Winkel-Kantoorpand          | ca.1600 |                                          | Nieuwstad 34 | 52° 8' 38" NB, 6° 11' 49" OL | 41365  | Hoekpand met schilddak, geboortehuis van de actrice Theodora Mann-Bouwmeester                                                                             |
| Pand met topgevel met in- en uitgezwenkte contouren | Pakhuis, herberg            | 1629 (dendrodatering en historische vermelding bouw)                                                          |                                          | Nieuwstad 36 | 52° 8' 38" NB, 6° 11' 50" OL | 41366  | Pand met topgevel met in- en uitgezwenkte contouren |
| Pand onder schilddak | Woonhuis                    | 1891 |                                          | Nieuwstad 38 | 52° 8' 39" NB, 6° 11' 50" OL | 41367  | Pand onder schilddak |
| Pand met topgevel met in- en uitgezwenkte contouren, geprofileerde dekplaten en ontlastingsbogen | Woonhuis                    | 1665 |                                          | Nieuwstad 40 a, 40 | 52° 8' 39" NB, 6° 11' 50" OL | 41368  | Pand met topgevel met in- en uitgezwenkte contouren, geprofileerde dekplaten en ontlastingsbogen                                                          |
| Pand met zadeldak tussen puntgevels | Woonhuis                    | mogelijk 16e eeuw                                                                                             |                                          | Nieuwstad 46 | 52° 8' 39" NB, 6° 11' 50" OL | 41369  | Pand met zadeldak tussen puntgevels |
| Pand met zadeldak tussen puntgevels | Woonhuis                    | mogelijk 16e eeuw                                                                                             |                                          | Nieuwstad 48 | 52° 8' 39" NB, 6° 11' 51" OL | 41370  | Pand met zadeldak tussen puntgevels |
| Nieuwstadskerk | Kerk en kerkonderdeel       | 13e eeuw |                                          | Nieuwstadskerksteeg 2 | 52° 8' 40" NB, 6° 11' 54" OL | 41371  | Meer afbeeldingen |
| Eenvoudig pakhuisje met puntgevel, voorzien van vlechtingen | Woonhuis                    | vermoedelijk 18e eeuw                                                                                         |                                          | Nieuwstadskerksteeg 5a | 52° 8' 41" NB, 6° 11' 51" OL | 41372  | Meer afbeeldingen |
| Aardig landhuis onder schilddak en met gepleisterde gevels, waarin late empire-ramen | Woonhuis                    | derde kwart 19e eeuw                                                                                          |                                          | Ooijerhoekseweg 7 | 52° 7' 40" NB, 6° 13' 10" OL | 41373  | Aardig landhuis onder schilddak en met gepleisterde gevels, waarin late empire-ramen                                                                      |
| Pand met lijstgevel | Woonhuis                    | 1450 |                                          | Oudewand 17 | 52° 8' 33" NB, 6° 11' 51" OL | 41374  | Pand met lijstgevel |
| Pand met lijstgevel met lod xv-consoles, onder een lijst met nr 17 | Woonhuis                    | 1450 |                                          | Oudewand 19 | 52° 8' 33" NB, 6° 11' 51" OL | 41375  | Pand met lijstgevel met lod xv-consoles, onder een lijst met nr 17                                                                                        |
| Pand met gesausde lijstgevel met deurpartij bestaande uit gesneden deur met bovenlicht en pilasters | Woonhuis                    | 18e/19e eeuw                                                                                                  |                                          | Oudewand 21 | 52° 8' 33" NB, 6° 11' 51" OL | 41376  | Pand met gesausde lijstgevel met deurpartij bestaande uit gesneden deur met bovenlicht en pilasters                                                       |
| Pand met brede lijstgevel voor oud pand onder hoog dwars schilddak met twee dakkapellen met frontons en hijsbalken | Klooster, kloosteronderdl   | ca. 1475, verbouwd ca. 1775                                                                                   |                                          | Oudewand 23 | 52° 8' 32" NB, 6° 11' 51" OL | 41377  | Pand met brede lijstgevel voor oud pand onder hoog dwars schilddak met twee dakkapellen met frontons en hijsbalken                                        |
| Voormalige Agnietenklooster | Klooster, kloosteronderdl   | 1448 (dendro)                                                                                                 |                                          | Oudewand 25 | 52° 8' 32" NB, 6° 11' 52" OL | 41378  | Meer afbeeldingen |
| Voormalige Agnietenklooster | Klooster, kloosteronderdl   | 1448 (dendro)                                                                                                 |                                          | Oudewand 27, 29 | 52° 8' 32" NB, 6° 11' 53" OL | 41379  | Voormalige Agnietenklooster |
| Vrijwel onherkenbaar verminkte driezijdig gesloten kapel van het klooster | Klooster, kloosteronderdl   | 1465 |                                          | Oudewand 31, 33 | 52° 8' 31" NB, 6° 11' 54" OL | 41380  | Meer afbeeldingen |
| Hoekpand met puntgevel | Woonhuis                    | 1399 |                                          | Oudewand 45 | 52° 8' 29" NB, 6° 11' 56" OL | 41381  | Meer afbeeldingen |
| Eenvoudig pandje onder zadeldak met dakkapel | Woonhuis                    | 1825 |                                          | Oudewand 47 | 52° 8' 29" NB, 6° 11' 56" OL | 41382  | Eenvoudig pandje onder zadeldak met dakkapel |
| Pandje onder een zadeldak met het nummer 51 | Woonhuis                    | middeleeuwen (stadsmuur)                                                                                      |                                          | Oudewand 49 | 52° 8' 29" NB, 6° 11' 56" OL | 41383  | Pandje onder een zadeldak met het nummer 51 |
| Pandje, onder een zadeldak met het nummer 49 | Woonhuis                    | middeleeuwen (stadsmuur)                                                                                      |                                          | Oudewand 51 | 52° 8' 29" NB, 6° 11' 56" OL | 41384  | Pandje, onder een zadeldak met het nummer 49 |
| Pand onder zadeldak, waarin dakkapel met fronton | Gebouw                      | eerste helft 19e eeuw                                                                                         |                                          | Oudewand 6 | 52° 8' 33" NB, 6° 11' 48" OL | 41385  | Meer afbeeldingen |
| Woonhuis onder zeer hoog zadeldak, waarin dakkapel met fronton en vleugelstukken | Woonhuis                    | 17e/19e eeuw                                                                                                  |                                          | Oudewand 14 | 52° 8' 33" NB, 6° 11' 49" OL | 41386  | Woonhuis onder zeer hoog zadeldak, waarin dakkapel met fronton en vleugelstukken                                                                          |
| Breed pand met hoog zadeldak tussen puntgevels | Woonhuis                    | mogelijk 16e eeuw                                                                                             |                                          | Oudewand 20 | 52° 8' 33" NB, 6° 11' 49" OL | 41387  | Meer afbeeldingen |
| Pand onder hoog zadeldak, de rechter helft afgebroken | Woonhuis                    | 1356 (dendro)                                                                                                 |                                          | Oudewand 94 | 52° 8' 31" NB, 6° 11' 53" OL | 41388  | Pand onder hoog zadeldak, de rechter helft afgebroken |
| Pand onder gewijzigd zadeldak, dat links wordt afgesloten door een gotische puntgevel | Woonhuis                    | mogelijk 14e eeuw                                                                                             |                                          | Oudewand 96 | 52° 8' 30" NB, 6° 11' 52" OL | 41389  | Pand onder gewijzigd zadeldak, dat links wordt afgesloten door een gotische puntgevel                                                                     |
| Pand met afgeknotte, gepleisterde puntgevel | Woonhuis                    | 1450 |                                          | Oudewand 98 | 52° 8' 31" NB, 6° 11' 53" OL | 41390  | Pand met afgeknotte, gepleisterde puntgevel |
| Pand onder schilddak. Achterhuis onder zadeldak met topgevels voorzien van gotische spitsboogvormige blindnissen | Woonhuis                    | Eerste helft 14e eeuw, verbouwd 1608 (dendro)                                                                 |                                          | Agnietensteeg 9, Oudewand 100 | 52° 8' 30" NB, 6° 11' 53" OL | 41391  | Pand onder schilddak. Achterhuis onder zadeldak met topgevels voorzien van gotische spitsboogvormige blindnissen                                          |
| Drogenapstoren | Fort, vesting en -onderdl   | 1444-1446 (als stadspoort), 1888-1892 (als watertoren)                                                        |                                          | Drogenapstoren | 52° 8' 21" NB, 6° 11' 51" OL | 41393  | Meer afbeeldingen |
| Kortegaard van de ruiterwacht, sinds eeuwen reeds als woonhuis en stal in gebruik | Woonhuis                    | 1639 (jaartal)                                                                                                |                                          | Pelikaanstraat 4A | 52° 8' 22" NB, 6° 11' 51" OL | 41394  | Meer afbeeldingen |
| Pand met eenvoudige, gepleisterde gevel met muurankers, gemoderniseerd | Woonhuis                    | 1621 |                                          | Pelikaanstraat 6 | 52° 8' 22" NB, 6° 11' 52" OL | 41395  | Meer afbeeldingen |
| Pand met eenvoudige, gepleisterde lijstgevel | Woonhuis                    | 1621 (muurankers)                                                                                             |                                          | Pelikaanstraat 8 a, 8 | 52° 8' 22" NB, 6° 11' 52" OL | 41396  | Meer afbeeldingen |
| Pand met eenvoudige gevel, gepleisterd en van lijst voorzien | Woonhuis                    | eerste helft 19e eeuw (gevel)                                                                                 |                                          | Pelikaanstraat 10 | 52° 8' 22" NB, 6° 11' 52" OL | 41397  | Meer afbeeldingen |
| Hoekpand met zeer hoog zadeldak en gepleisterde zijgevel | Woonhuis                    | 18e eeuw |                                          | Pelikaanstraat 15 | 52° 8' 22" NB, 6° 11' 54" OL | 41398  | Hoekpand met zeer hoog zadeldak en gepleisterde zijgevel                                                                                                  |
| Hoekpand met hoog schilddak | Woonhuis                    | 13e eeuw, 1536                                                                                                |                                          | Proostdijsteeg 1, 3 | 52° 8' 22" NB, 6° 11' 47" OL | 41399  | Meer afbeeldingen |
| Voormalige Proosdij van St. Walburgg | Kerkelijke dienstwoning     | 13e eeuw /16e/19e eeuw                                                                                        |                                          | Proostdijsteeg 5, 7, 9 | 52° 8' 22" NB, 6° 11' 48" OL | 41400  | Meer afbeeldingen |
| Tuinen | Gebouw                      | |                                          | Tuinen Martinetsingel | 52° 8' 21" NB, 6° 11' 49" OL | 41401  | Meer afbeeldingen |
| Pand onder doorlopend dak met de nrs | Woonhuis                    | 1360 (dendro)/16e eeuw (oorsprong)                                                                            |                                          | Raadhuissteeg 5 a, 5 | 52° 8' 26" NB, 6° 11' 44" OL | 41402  | Meer afbeeldingen |
| Pand onder doorlopend dak, met de nrs 5, 5a en 9 | Woonhuis                    | 15e/16e eeuw (oorsprong)                                                                                      |                                          | Raadhuissteeg 7 | 52° 8' 26" NB, 6° 11' 45" OL | 41403  | Meer afbeeldingen |
| Pand onder doorlopend dak met de nrs 5, 5a en 7, eindigend als schilddak | Woonhuis                    | 15e/16e eeuw (oorsprong)                                                                                      |                                          | Raadhuissteeg 9 | 52° 8' 26" NB, 6° 11' 45" OL | 41404  | Meer afbeeldingen |
| Huis met aan de achterzijde puntgevel met vlechtingen en zijgevel, waarin geprofileerde, natuurstenen vensterdorpels | Gebouw                      | laatste kwart 16e eeuw                                                                                        |                                          | Ravenstraatje 3 | 52° 8' 26" NB, 6° 11' 48" OL | 41405  | Upload foto |
| Belangrijk pand onder zadeldak, evenwijdig aan de straat | Handel en kantoor           | 1354 (dendro)                                                                                                 |                                          | Rodetorenstraat 10, 12, 14 | 52° 8' 26" NB, 6° 11' 45" OL | 41406  | Meer afbeeldingen |
| Pakhuis met schilddak en in | Woonhuis                    | 1611, verbouwd 19e eeuw                                                                                       |                                          | Rodetorenstraat 16 | 52° 8' 26" NB, 6° 11' 46" OL | 41407  | Meer afbeeldingen |
| Pand waarin huiskapel onder houten tongewelf met beschildering | Woonhuis                    | 14e/17e eeuw                                                                                                  |                                          | Rodetorenstraat 65, Zaadmarkt 88 | 52° 8' 27" NB, 6° 11' 45" OL | 41408  | Pand waarin huiskapel onder houten tongewelf met beschildering                                                                                            |
| Broederenklooster | Klooster, kloosteronderdl   | Dormter ca. 1250 (grafelijke zaal), verbouwd ca. 1300, Refter 1486 (dendro)                                   |                                          | Rozengracht 3 | 52° 8' 34" NB, 6° 11' 43" OL | 41409  | Meer afbeeldingen |
| Oneven zijde van deze straat | Woonhuis                    | 1664 |                                          | Rijkenhage 1 | 52° 8' 34" NB, 6° 11' 54" OL | 41410  | Meer afbeeldingen |
| Pand onder hoog zadeldak, waarin dakkapel met fronton | Woonhuis                    | 1451 |                                          | Rijkenhage 20 | 52° 8' 33" NB, 6° 11' 52" OL | 41411  | Meer afbeeldingen |
| Panden rondom binnenhof van het v.m. Agnietenklooster | Klooster, kloosteronderdl   | mogelijk 16e eeuw (oorsprong)                                                                                 |                                          | Rijkenhage 22 | 52° 8' 33" NB, 6° 11' 52" OL | 41412  | Meer afbeeldingen |
| Pand met lijstgevel, waarin gesneden deur | Klooster, kloosteronderdl   | ca. 1800 |                                          | Rijkenhage 24 | 52° 8' 33" NB, 6° 11' 52" OL | 41413  | Meer afbeeldingen |
| Pand met lijstgevel, met in de verdieping empire-ramen | Klooster, kloosteronderdl   | |                                          | Rijkenhage 26 | 52° 8' 33" NB, 6° 11' 53" OL | 41414  | Meer afbeeldingen |
| Pand met lijstgevel, bedorven door modern verdiepingsvenster | Klooster, kloosteronderdl   | |                                          | Rijkenhage 28 | 52° 8' 33" NB, 6° 11' 53" OL | 41415  | Meer afbeeldingen |
| Pand, ter breedte van vier vensterassen met lijstgevel, geprofileerde houten vensteromlijstingen, deurpilasters met hoofdgestel en links poort naar het binnenhof van het                                                         | Klooster, kloosteronderdl   | |                                          | Rijkenhage 30 | 52° 8' 33" NB, 6° 11' 53" OL | 41416  | Meer afbeeldingen |
| Panden met gepleisterde gevels en mooi, doorlopend zadeldak, waarin dakkapel met fronton | Woonhuis                    | mogelijk 15e eeuw                                                                                             |                                          | Rijkenhage 32 a, 32 | 52° 8' 33" NB, 6° 11' 52" OL | 41417  | Meer afbeeldingen |
| Pand, wellicht laat-middeleeuws, onder hoog, met pannen gedekt zadeldak tussen puntgevels | Woonhuis                    | wellicht late middeleeuwen                                                                                    |                                          | Rijkenhage 34 | 52° 8' 33" NB, 6° 11' 54" OL | 41418  | Meer afbeeldingen |
| Pand onder dwars schilddak met lijstgevels voorzien van gemetselde hoekpilasters | Woonhuis                    | 1850 |                                          | Schupstoel 2 | 52° 8' 26" NB, 6° 11' 54" OL | 41419  | Meer afbeeldingen |
| Huis, bestaande uit twee haaks op elkaar staande vleugels in de hoek van het pleintje | Woonhuis                    | 1800 |                                          | Schupstoel 4 | 52° 8' 26" NB, 6° 11' 54" OL | 41420  | Meer afbeeldingen |
| Huis onder schilddak met dakkapel | Woonhuis                    | 1720 |                                          | Schupstoel 6 | 52° 8' 26" NB, 6° 11' 54" OL | 41421  | Meer afbeeldingen |
| Grenzend aan nr 7 een brede lijstgevel met rijk gesneden kroonlijst | Woonhuis                    | voor 1906 |                                          | Schupstoel 5 | 52° 8' 27" NB, 6° 11' 54" OL | 41422  | Meer afbeeldingen |
| Hoekpand onder schilddak en met geel gepleisterde lijstgevel | Woonhuis                    | 1800 |                                          | Schupstoel 8 | 52° 8' 26" NB, 6° 11' 54" OL | 41423  | Meer afbeeldingen |
| Pand met lijstgevel | Woonhuis                    | 1800 |                                          | Spiegelstraat 1 a, 1 | 52° 8' 31" NB, 6° 11' 41" OL | 41424  | Pand met lijstgevel |
| Eenvoudig dwarshuis van begane-grond met hoog zadeldak, dat niet de oorspronkelijke dakhelling heeft | Gebouw                      | ca. 1800 (karakter)                                                                                           |                                          | Spiegelstraat 3 | 52° 8' 31" NB, 6° 11' 41" OL | 41425  | Eenvoudig dwarshuis van begane-grond met hoog zadeldak, dat niet de oorspronkelijke dakhelling heeft                                                      |
| Hoog pand met zadeldak tussen puntgevels | Woonhuis                    | 16e eeuw |                                          | Spiegelstraat 5 a, 5 | 52° 8' 31" NB, 6° 11' 40" OL | 41426  | Hoog pand met zadeldak tussen puntgevels |
| Pand met erker, die over de volle hoogte van de voorgevel doorloopt | Woonhuis                    | 19e eeuw (huidige vorm)                                                                                       |                                          | Spiegelstraat 6 a, 6 | 52° 8' 32" NB, 6° 11' 40" OL | 41427  | Meer afbeeldingen |
| Voormalige Nieuwe of St. Elisabethgasthuis | Sociale zorg, liefdadigh.   | 1442 stichting en dendrodatering kap                                                                          |                                          | Heukestraat 28, Spiegelstraat 13 | 52° 8' 31" NB, 6° 11' 39" OL | 41428  | Meer afbeeldingen |
| Deftig herenhuis aan de pinnengracht gelegen | Woonhuis                    | tweede kwart 19e eeuw                                                                                         |                                          | Spittaalstraat 1 a, 1 b, 1 | 52° 8' 20" NB, 6° 11' 57" OL | 41429  | Meer afbeeldingen |
| Pand met lijstgevel | Woonhuis                    | 1885 |                                          | Spittaalstraat 3 | 52° 8' 20" NB, 6° 11' 58" OL | 41430  | Meer afbeeldingen |
| Pand onder schilddak met dakkapel met fronton | Woonhuis                    | voor 1906 |                                          | Sprongstraat 1 a, 1 | 52° 8' 28" NB, 6° 11' 49" OL | 41431  | Meer afbeeldingen |
| Pand onder schilddak met dakkapel | Gebouw                      | Late middeleeuwen, tweede kwart 19e eeuw                                                                      |                                          | Sprongstraat 3 | 52° 8' 29" NB, 6° 11' 49" OL | 41432  | Meer afbeeldingen |
| Evangelisch Lutherse Kerk, vanwege orgel en orgelkas | Kerk en kerkonderdeel       | 1831 (orgel)                                                                                                  |                                          | Beukerstraat 10 | 52° 8' 32" NB, 6° 11' 47" OL | 414320 | Meer afbeeldingen |
| Pand onder schilddak en met gepleisterde lijstgevel | Woonhuis                    | eerste kwart 19e eeuw                                                                                         |                                          | Sprongstraat 5 | 52° 8' 28" NB, 6° 11' 50" OL | 41433  | Upload foto |
| Pand met tuitgevel met rollaag en gebeeldhouwde voluten op geprofileerde dekplaten, gedateerd in een smalle banderolle onder de geprofileerde topdekplaat                                                                         | Woonhuis                    | 1724 |                                          | Sprongstraat 7 | 52° 8' 28" NB, 6° 11' 50" OL | 41434  | Pand met tuitgevel met rollaag en gebeeldhouwde voluten op geprofileerde dekplaten, gedateerd in een smalle banderolle onder de geprofileerde topdekplaat |
| Pand met gepleisterde lijstgevel met rijke stucversieringen voor een middeleeuws pand | Woonhuis                    | middeleeuwen (pand)                                                                                           |                                          | Sprongstraat 9, 11 | 52° 8' 28" NB, 6° 11' 50" OL | 41435  | Upload foto |
| Pand met gelderse topgevel met in- en uitgezwenkte contouren en vierkante, bakstenen pinakels | Woonhuis                    | begin 17e eeuw                                                                                                |                                          | Sprongstraat 13 | 52° 8' 28" NB, 6° 11' 51" OL | 41436  | Meer afbeeldingen |
| Pand met oorspronkelijke topgevel verhoogd | Woonhuis                    | Begin 17e eeuw (topgevel) 1905 (verhoogd)                                                                     |                                          | Sprongstraat 15 | 52° 8' 28" NB, 6° 11' 51" OL | 41437  | Pand met oorspronkelijke topgevel verhoogd |
| Diepe hoekpand met schilddak waarin dakkapel met fronton en vleugelstukken | Woonhuis                    | Late 17e eeuw, 19e eeuw                                                                                       |                                          | Sprongstraat 2 | 52° 8' 27" NB, 6° 11' 49" OL | 41438  | Diepe hoekpand met schilddak waarin dakkapel met fronton en vleugelstukken                                                                                |
| Pand met trapgevel met klauwstukken, gebroken topfronton, waarin leeuwtje, in de top oeil-de boeuf in natuurstenen omlijsting, frontons boven de verdiepingsvensters, muurankers en jaartalsteentje                               | Woonhuis                    | 1645 (jaartalsteentje)                                                                                        |                                          | Sprongstraat 6 | 52° 8' 27" NB, 6° 11' 50" OL | 41439  | Meer afbeeldingen |
| Pand met geverfd lijstgeveltje met rijk gesneden kroonlijst | Woonhuis                    | tweede kwart 19e eeuw                                                                                         |                                          | Sprongstraat 10 | 52° 8' 28" NB, 6° 11' 51" OL | 41440  | Meer afbeeldingen |
| Hoekpand onder hoog afgewolfd schilddak met dakkapel | Woonhuis                    | 1603 (jaartalsteentje) en dendrodatering                                                                      |                                          | Sprongstraat 14 | 52° 8' 28" NB, 6° 11' 51" OL | 41441  | Upload foto |
| Pand op de hoek van de Vaaltstraat, grenzend aan de laat-gotische gevel Beukerstraat 44 | Woonhuis                    | 1641 / 1642 (jaartalankers)                                                                                   |                                          | Sprongstraat 16 | 52° 8' 28" NB, 6° 11' 52" OL | 41442  | Meer afbeeldingen |
| Hoekpand onder schilddak met gepleisterde lijstgevels | Woonhuis                    | tweede kwart 19e eeuw                                                                                         |                                          | Turfstraat 1 | 52° 8' 32" NB, 6° 11' 42" OL | 41444  | Hoekpand onder schilddak met gepleisterde lijstgevels |
| Pand onder schilddak met eenvoudige lijstgevel, waarin dakkapel met vleugelstukken en hijsbalk | Woonhuis                    | derde kwart 19e eeuw                                                                                          |                                          | Turfstraat 3 | 52° 8' 32" NB, 6° 11' 42" OL | 41445  | Pand onder schilddak met eenvoudige lijstgevel, waarin dakkapel met vleugelstukken en hijsbalk                                                            |
| Lijstgevel met in de bovenverdieping nog de oorspronkelijke schuiframen | Woonhuis                    | midden 19e eeuw                                                                                               |                                          | Turfstraat 7 | 52° 8' 32" NB, 6° 11' 43" OL | 41446  | Meer afbeeldingen |
| Hoekpand met zwaar gerestaureerde trapgevel | Woonhuis                    | eerste helft 17 eeuw (muurankers)                                                                             |                                          | Turfstraat 13 | 52° 8' 32" NB, 6° 11' 43" OL | 41447  | Meer afbeeldingen |
| Pand onder hoog zadeldak | Woonhuis                    | 1359 dendrodatering kap                                                                                       |                                          | Turfstraat 15 | 52° 8' 32" NB, 6° 11' 44" OL | 41448  | Meer afbeeldingen |
| Pand onder hoog zadeldak | Woonhuis                    | 1359 dendrodatering kap                                                                                       |                                          | Turfstraat 17 | 52° 8' 32" NB, 6° 11' 44" OL | 41449  | Meer afbeeldingen |
| Pand onder schilddak, waarin dakkapel met hijsbalk | Woonhuis                    | 1340, verhoogd 1579 jaartalsteentje                                                                           |                                          | Turfstraat 4 | 52° 8' 31" NB, 6° 11' 44" OL | 41450  | Meer afbeeldingen |
| Pand met eenvoudige lijstgevel met in de verdieping late empire-ramen | Woonhuis                    | tweede kwart 19e eeuw                                                                                         |                                          | Turfstraat 6 | 52° 8' 31" NB, 6° 11' 44" OL | 41451  | Pand met eenvoudige lijstgevel met in de verdieping late empire-ramen                                                                                     |
| Pand met verdieping en zolderverdieping | Woonhuis                    | 17e eeuw |                                          | Turfstraat 24 | 52° 8' 32" NB, 6° 11' 46" OL | 41452  | Meer afbeeldingen |
| Huis op driehoekige plattegrond met afgeschuinde hoek op het punt waar de beuker- en turfstraten samenkomen | Woonhuis                    | mogelijk 16e eeuw                                                                                             |                                          | Turfstraat 26 | 52° 8' 33" NB, 6° 11' 46" OL | 41453  | Meer afbeeldingen |
| Pand onder hoog schilddak, waarin dakkapel met vleugelstukken en fronton | Woonhuis                    | tweede kwart 19e eeuw                                                                                         |                                          | Turfstraat 30 | 52° 8' 33" NB, 6° 11' 48" OL | 41454  | Pand onder hoog schilddak, waarin dakkapel met vleugelstukken en fronton                                                                                  |
| Hoekpand met schilddak met boven de zijgevel een dakkapel met fronton | Woonhuis                    | eerste helft 19e eeuw                                                                                         |                                          | Turfstraat 32 | 52° 8' 34" NB, 6° 11' 48" OL | 41455  | Hoekpand met schilddak met boven de zijgevel een dakkapel met fronton                                                                                     |
| Achtergevel van Sprongstraat 16 | Opslag                      | 1642 (ankers)                                                                                                 |                                          | Vaaltstraat 1 | 52° 8' 28" NB, 6° 11' 52" OL | 41456  | Achtergevel van Sprongstraat 16 |
| Pand met gepleisterde puntgevel met vlechtingen | Woonhuis                    | mogelijk 16e eeuw                                                                                             |                                          | Vaaltstraat 7 | 52° 8' 27" NB, 6° 11' 52" OL | 41458  | Meer afbeeldingen |
| Pand onder zadeldak | Woonhuis                    | 16e eeuw |                                          | Vaaltstraat 4 a, 4 | 52° 8' 27" NB, 6° 11' 51" OL | 41459  | Meer afbeeldingen |
| Pand onder zadeldak tegen puntgevel | Gebouw                      | 16e eeuw |                                          | Vaaltstraat 6 | 52° 8' 27" NB, 6° 11' 51" OL | 41460  | Meer afbeeldingen |
| Pand onder hoog dwars zadeldak | Opslag                      | 16e/19e eeuw                                                                                                  |                                          | Vaaltstraat 8 | 52° 8' 27" NB, 6° 11' 52" OL | 41461  | Meer afbeeldingen |
| Pand onder dwars zadeldak met gepleisterde puntgevel onder ezelsrug | Opslag                      | 16e eeuw |                                          | Vaaltstraat 10, 12 | 52° 8' 27" NB, 6° 11' 52" OL | 41462  | Meer afbeeldingen |
| Pand onder dwars zadeldak | Woonhuis                    | 16e eeuw |                                          | Vaaltstraat 14-16 | 52° 8' 27" NB, 6° 11' 52" OL | 41463  | Meer afbeeldingen |
| Poortgebouw van de algemene begraafplaats, met rondom het grachtenstelsel | Begraafplaats en -onderdl   | 1829 | J.D. Zocher jr.                          | Warnsveldseweg 105 | 52° 8' 33" NB, 6° 12' 45" OL | 41464  | Meer afbeeldingen |
| Pand onder hoog afgewolfd zadeldak met bijzonder vroege Arabische cijfers als telmerken | Woonhuis                    | 1332 dendrodatering                                                                                           |                                          | Waterstraat 12 | 52° 8' 24" NB, 6° 11' 37" OL | 41465  | Pand onder hoog afgewolfd zadeldak met bijzonder vroege Arabische cijfers als telmerken                                                                   |
| Huis onder hoog afgewolfd zadeldak met bijzonder vroege Arabische cijfers als telmerken | Woonhuis                    | 1332 dendrodatering                                                                                           |                                          | Waterstraat 14 | 52° 8' 24" NB, 6° 11' 37" OL | 41466  | Huis onder hoog afgewolfd zadeldak met bijzonder vroege Arabische cijfers als telmerken                                                                   |
| Joodse begraafplaats | Begraafplaats en -onderdl   | 1797 |                                          | Weg naar Vierakker 3 | 52° 7' 47" NB, 6° 12' 18" OL | 41467  | Joodse begraafplaats |
| Statig herenhuis met schilddak en gepleisterde lijstgevel met stucwerk en balcon | Woonhuis                    | 1800 |                                          | IJsselkade 7 | 52° 8' 32" NB, 6° 11' 28" OL | 41468  | Meer afbeeldingen |
| Statig herenhuis met schilddak en gepleisterde lijstgevel met stucwerk en balcon | Woonhuis                    | 1890 |                                          | IJsselkade 8 | 52° 8' 32" NB, 6° 11' 28" OL | 41469  | Meer afbeeldingen |
| Statig herenhuis met schilddak en gepleisterde lijstgevel met stucwerk en balcon | Woonhuis                    | 1890 |                                          | IJsselkade 9 a, 9 | 52° 8' 31" NB, 6° 11' 28" OL | 41470  | Meer afbeeldingen |
| Statig herenhuis met schilddak en gepleisterde lijstgevel met stucwerk en balcon | Woonhuis                    | 1850 |                                          | IJsselkade 10 | 52° 8' 31" NB, 6° 11' 28" OL | 41471  | Meer afbeeldingen |
| Statig herenhuis met schilddak en gepleisterde lijstgevel met stucwerk en balcon | Woonhuis                    | 1890 |                                          | IJsselkade 11 | 52° 8' 30" NB, 6° 11' 28" OL | 41472  | Meer afbeeldingen |
| Statig herenhuis met schilddak en gepleisterde lijstgevel met stucwerk en balcon | Woonhuis                    | 1890 |                                          | IJsselkade 13 | 52° 8' 29" NB, 6° 11' 29" OL | 41473  | Meer afbeeldingen |
| Statig herenhuis met schilddak en gepleisterde lijstgevel met stucwerk en balcon | Woonhuis                    | 1890 |                                          | IJsselkade 14 a, 14 | 52° 8' 28" NB, 6° 11' 29" OL | 41474  | Meer afbeeldingen |
| Statig herenhuis met schilddak en gepleisterde lijstgevel met stucwerk en balcon | Woonhuis                    | 1890 |                                          | IJsselkade 15 a, 15 | 52° 8' 28" NB, 6° 11' 29" OL | 41475  | Meer afbeeldingen |
| Statig herenhuis met schilddak en gepleisterde lijstgevel met stucwerk en balcon | Woonhuis                    | 1890 |                                          | IJsselkade 16 a, 16 | 52° 8' 28" NB, 6° 11' 30" OL | 41476  | Meer afbeeldingen |
| Statig herenhuis met schilddak en gepleisterde lijstgevel met stucwerk en balcon | Woonhuis                    | 1890 |                                          | IJsselkade 17 | 52° 8' 27" NB, 6° 11' 29" OL | 41477  | Meer afbeeldingen |
| Statig herenhuis met schilddak en gepleisterde lijstgevel met stucwerk en balcon | Woonhuis                    | 1890 |                                          | IJsselkade 18 | 52° 8' 27" NB, 6° 11' 30" OL | 41478  | Meer afbeeldingen |
| Pand met gesausde lijstgevel, hardstenen cordonlijst boven de parterre en middenrisaliet | Woonhuis                    | mogelijk ca. 1850                                                                                             |                                          | IJsselkade 19 | 52° 8' 26" NB, 6° 11' 29" OL | 41479  | Meer afbeeldingen |
| Herenhuis met eenvoudige gepleisterde lijstgevel | Woonhuis                    | 1890 |                                          | IJsselkade 20 | 52° 8' 26" NB, 6° 11' 30" OL | 41480  | Meer afbeeldingen |
| Herenhuis met eenvoudige gepleisterde lijstgevel | Woonhuis                    | 1890 |                                          | IJsselkade 21 | 52° 8' 26" NB, 6° 11' 30" OL | 41481  | Meer afbeeldingen |
| Waterpoort over de berkel | Fort, vesting en -onderdl   | Ca. 1325, verbouw wachthuis 1424 (eerste vermelding) 1888 (rest.) 1951/1952 (rest.)                           |                                          | Waterpoort Hagepoortplein | 52° 8' 34" NB, 6° 11' 58" OL | 41482  | Meer afbeeldingen |
| Spanjaardspoort | Fort, vesting en -onderdl   | eerste kwart 16e eeuw                                                                                         |                                          | Nieuwstadspoort | 52° 8' 43" NB, 6° 12' 0" OL  | 41483  | Meer afbeeldingen |
| Bourgonjetoren of Martinetstoren | Omwalling                   | 1457 1931 (rest.)                                                                                             |                                          | Bourgonjetoren a/d Waterstraat | 52° 8' 22" NB, 6° 11' 36" OL | 41484  | Meer afbeeldingen |
| Kruittoren | Militaire opslagplaats      | 15e eeuw |                                          | Achterom 1 | 52° 8' 44" NB, 6° 11' 48" OL | 41485  | Meer afbeeldingen |
| Wijnhuistoren | Kerk en kerkonderdeel       | 1616-1644 |                                          | Groenmarkt 40 | 52° 8' 29" NB, 6° 11' 42" OL | 41486  | Meer afbeeldingen |
| Water van de binnengracht aan de zuidzijde van de oude stadsmuur | Gebouw                      | |                                          | Binnengracht Martinetsingel | 52° 8' 20" NB, 6° 11' 43" OL | 41487  | Water van de binnengracht aan de zuidzijde van de oude stadsmuur                                                                                          |
| Tuinen, begrensd aan de noordzijde door de stadsmuren van de oude stadsmuur, tussen de voorm | Gebouw                      | |                                          | Tuinen Martinetsingel | 52° 8' 21" NB, 6° 11' 49" OL | 41488  | Upload foto |
| Tuinen, begrensd aan de noordzijde door de stadsmuur en aan de zuidzijde door het water van de binnengracht | Gebouw                      | |                                          | Tuinen Martinetsingel | 52° 8' 20" NB, 6° 11' 47" OL | 41489  | Meer afbeeldingen |
| Tuin, begrensd aan de noordzijde door de stadsmuur en aan de zuidzijde door het water van de binnengracht | Gebouw                      | |                                          | Tuinen Martinetsingel | 52° 8' 22" NB, 6° 11' 49" OL | 41490  | Upload foto |
| Hoornwerk | Omwalling                   | 17e/18e eeuw                                                                                                  |                                          | Hoornwerk | 52° 8' 9" NB, 6° 11' 39" OL  | 41491  | Upload foto |
| Muurtorens | Fort, vesting en -onderdl   | ca. 1275 |                                          | Muurtorens | 52° 8' 32" NB, 6° 11' 56" OL | 41492  | Meer afbeeldingen |
| Verminkte muurtoren, deel uitmakend van Huize St. Elisabeth | Gebouw                      | |                                          | Verminkte Muurtoren Isendoornstraat | 52° 8' 36" NB, 6° 11' 58" OL | 41493  | Verminkte muurtoren, deel uitmakend van Huize St. Elisabeth                                                                                               |
| Bentheimerstenen hekpijlers met siervazen | Erfscheiding                | 18e eeuw (pijlers) eerste kwart 19e eeuw (siervazen)                                                          |                                          | Oudewand bij 39 | 52° 8' 31" NB, 6° 11' 56" OL | 41494  | Meer afbeeldingen |
| Vispoorthaven met walmuur | Omwalling                   | 1732 (jaartalsteen)                                                                                           |                                          | Vispoorthaven bij 1 | 52° 8' 21" NB, 6° 11' 31" OL | 41496  | Meer afbeeldingen |
| Muurtoren | Fort, vesting en -onderdl   | mogelijk 14e eeuw                                                                                             |                                          | Rodetorenstraat 20 | 52° 8' 26" NB, 6° 11' 46" OL | 41497  | Meer afbeeldingen |
| Restant van de middeleeuwse stadsmuur | Fort, vesting en -onderdl   | ca. 1275 |                                          | Stadsmuur Armenhage | 52° 8' 32" NB, 6° 11' 56" OL | 41498  | Upload foto |
| Gedeelte stadsmuur van de zuidelijke omwalling tussen vispoortplein en drogenapstoren | Gebouw                      | |                                          | Stadsmuur Martinetsingel | 52° 8' 21" NB, 6° 11' 49" OL | 41499  | Gedeelte stadsmuur van de zuidelijke omwalling tussen vispoortplein en drogenapstoren                                                                     |
| Gedeelte stadsmuur van de zuidelijke omwalling tussen vispoortplein en drogenapstoren | Fort, vesting en -onderdl   | |                                          | Stadsmuur Martinetsingel | 52° 8' 21" NB, 6° 11' 45" OL | 41500  | Upload foto |
| Gedeelte stadsmuur van de zuidelijke omwalling tussen vispoortplein en drogenapstoren | Fort, vesting en -onderdl   | |                                          | Stadsmuur Martinetsingel | 52° 8' 21" NB, 6° 11' 42" OL | 41501  | Meer afbeeldingen |
| Restant stadsmuur aan het Hagepoortplein met drie bogen | Fort, vesting en -onderdl   | ca. 1275 |                                          | Stadsmuur Hagepoortplein | 52° 8' 32" NB, 6° 11' 56" OL | 41502  | Meer afbeeldingen |
| Restanten stadsmuur aan de achterzijde van het pand Barlheze 17 | Fort, vesting en -onderdl   | ca. 1300 |                                          | Stadsmuur Barlheze | 52° 8' 31" NB, 6° 11' 34" OL | 41503  | Upload foto |
| Fragment van de ommuring van de Nieuwstad tussen de Berkelruïne en de muurtoren in het Elisabethsgesticht | Fort, vesting en -onderdl   | ca. 1325 |                                          | Fragment vd ommuring | 52° 8' 35" NB, 6° 11' 58" OL | 41504  | Upload foto |
| Fragment van de ommuring van de Nieuwstad tussen de Berkelruïne en de muurtoren in het Elisabethsgesticht | Fort, vesting en -onderdl   | ca. 1325 |                                          | Fragment vd ommuring | 52° 8' 36" NB, 6° 11' 58" OL | 41505  | Upload foto |
| Zutphen Zuid (brugkazemat) | Kazemat                     | 1936 |                                          | Brugkazemat | 52° 8' 19" NB, 6° 11' 5" OL  | 452065 | Upload foto |
| Twee aangrenzende herenhuizen, met tuinhek, aan de zuidwestzijde van het complex | Woonhuis                    | 1903-1914 |                                          | Deventerweg 81 | 52° 8' 58" NB, 6° 12' 19" OL | 523399 | Upload foto |
| Twee identieke, spiegelbeeldig ten opzichte van elkaar geschakelde herenhuizen met tuinhek | Woonhuis                    | 1910 |                                          | Deventerweg 83, 85 | 52° 8' 58" NB, 6° 12' 20" OL | 523400 | Twee identieke, spiegelbeeldig ten opzichte van elkaar geschakelde herenhuizen met tuinhek                                                                |
| Vier aangrenzende herenhuizen | Woonhuis                    | 1910 | H.J. van der Klip                        | Deventerweg 87, 89, 91, 93 | 52° 8' 59" NB, 6° 12' 20" OL | 523401 | Vier aangrenzende herenhuizen |
| Joodse begraafplaats met nagenoeg rechthoekige plattegrond deels omsloten door een bakstenen muur | Begraafplaats en -onderdl   | 1797-1800 |                                          | Weg naar Vierakker 3 | 52° 7' 47" NB, 6° 12' 18" OL | 523406 | Meer afbeeldingen |
| Metaheerhuis (reinigingshuis) tevens poortgebouw | Begraafplaats en -onderdl   | 1887 | D. Lijsen                                | Weg naar Vierakker 3 | 52° 7' 47" NB, 6° 12' 18" OL | 523407 | Meer afbeeldingen |
| Hofje | Sociale zorg, liefdadigh.   | 1897-1898 | F.H. van Etteger                         | Berkelsingel 38, Ruitershofje 1, 2, 3, 4, 5, 6, 7, 8, 9, 10, 11, 12, 13, 14, 15, 16, 17 | 52° 8' 33" NB, 6° 12' 3" OL  | 523408 | Meer afbeeldingen |
| Herenhuis | Woonhuis                    | 1904 | T.A. Trijssenaar                         | Boompjeswal 14 | 52° 8' 25" NB, 6° 11' 58" OL | 523409 | Herenhuis |
| Stedelijk gymnasium met conciërgewoning | Onderwijs en wetenschap     | 1881 (bouw) 1924 (verb. e/o uitbr.)                                                                           | F.H. van Etteger                         | 's-Gravenhof 5, 7 | 52° 8' 21" NB, 6° 11' 42" OL | 523410 | Meer afbeeldingen |
| Pakhuis | Opslag                      | 1915 | H.A. Ezerman                             | Kuiperstraat 70 | 52° 8' 23" NB, 6° 11' 33" OL | 523411 | Pakhuis |
| Woonblok bestaande uit drie herenhuizen | Woonhuis                    | 1898 | D.J. van Loo (bouw) W.Bilderbeek (verb.) | Martinetsingel 7 a, 7, 9, 11 | 52° 8' 21" NB, 6° 11' 53" OL | 523412 | Woonblok bestaande uit drie herenhuizen |
| 'De Pelikaan' | Werk-woonhuis               | 1904 | D.J. van Loo                             | Pelikaanstraat 9, 11 | 52° 8' 22" NB, 6° 11' 54" OL | 523413 | Meer afbeeldingen |
| R.K. Pastorie | Kerkelijke dienstwoning     | 1842 (bouw) 1902 (vernieuwd)                                                                                  | F.A. Ludewig                             | Tengnagelshoek 9 | 52° 8' 39" NB, 6° 11' 59" OL | 523415 | Upload foto |
| Woonblok, bestaande uit drie aaneengesloten herenhuizen in overgangsarchitectuur | Woonhuis                    | 1903-1914 | waarschijnlijk H.J. van der Klip         | Deventerweg 67, 69, 71 | 52° 8' 57" NB, 6° 12' 18" OL | 523416 | Upload foto |
| Villa in overgangsarchitectuur | Woonhuis                    | ca. 1913 | A.Th van Elmpt                           | Deventerweg 73 | 52° 8' 57" NB, 6° 12' 18" OL | 523417 | Upload foto |
| Herenhuis met tuinhek, deel uitmakend van woonblok bestaande uit veertien aaneengesloten herenhuizen | Woonhuis                    | ca. 1905 | H.J. van der Klip                        | Deventerweg 113 | 52° 9' 1" NB, 6° 12' 24" OL  | 523418 | Herenhuis met tuinhek, deel uitmakend van woonblok bestaande uit veertien aaneengesloten herenhuizen                                                      |
| Watertoren | Nutsbedrijf                 | 1927 | Hendrik Sangster                         | Watertoren 1, 2, 3, 4, 5, 6, 7, 8 | 52° 8' 32" NB, 6° 12' 19" OL | 523419 | Meer afbeeldingen |
| Nederzettingsresten uit de Romeinse en Merovingische tijd | Archeologisch monument      | Romeinse en Merovingische tijd                                                                                |                                          | 's Gravenhof | 52° 8' 23" NB, 6° 11' 44" OL | 527884 | Upload foto |
| Algemene Begraafplaats | Begraafplaats en -onderdl   | 1833-1879 |                                          | Warnsveldseweg 105 | 52° 8' 33" NB, 6° 12' 46" OL | 523397 | Meer afbeeldingen |
| Baarhuisje | Begraafplaats en -onderdl   | 1902 |                                          | Warnsveldseweg 107 | 52° 8' 32" NB, 6° 12' 51" OL | 523403 | Meer afbeeldingen |
| Poortgebouw met hekwerk | Begraafplaats en -onderdl   | ca. 1850-1900                                                                                                 | Ludewig (Arnhem)                         | Warnsveldseweg 107 | 52° 8' 32" NB, 6° 12' 51" OL | 523404 | Meer afbeeldingen |
| Sint-Annaschool | Onderwijs en wetenschap     | 1909 | A.Th. van Elmpt                          | Tengnagelshoek 3 | 52° 8' 40" NB, 6° 11' 56" OL | 523414 | Upload foto |
| Inlaatsluis | Waterkering en -doorlaat    | 1885 | F.H. Etteger                             | Berkelsingel tegenover 38 | 52° 8' 35" NB, 6° 12' 8" OL  | 523420 | Upload foto |
| Station | Treinstation                | 1952 | H.G.J. Schelling                         | Stationsplein 12 | 52° 8' 41" NB, 6° 11' 40" OL | 530901 | Meer afbeeldingen |